# Elster-Radweg
Der Elster-Radweg führt entlang der Weißen Elster von Tschechien nach Sachsen-Anhalt.

## Überblick
Die Strecke des Elster-Radwegs wurde zum größten Teil entlang des Flusses Weiße Elster gewählt und ist durch unterschiedliche Wegbeschaffenheiten gekennzeichnet. Abschnittsweise befindet er sich noch im Ausbau. Auf einer Länge von rund 250 km führt er von der Elsterquelle durch die vier Länder Tschechien, Sachsen, Thüringen und Sachsen-Anhalt – vom Vogtland durchs Thüringer Schiefergebirge bis hin zur Leipziger Tieflandsbucht.
Sein Oberlauf ist durch bergige Abschnitte charakterisiert und eignet sich daher für sportliche Tourenradler. In Adorf wird offiziell die Bahnnutzung empfohlen. Ab Gera talwärts ist die Route auch für Unerfahrene und Familien mit Kindern geeignet. Besonders praktisch ist hierbei die Anreise mit der Vogtlandbahn. Da die Route größtenteils entlang der Bahnstrecke Eger-Plauen und der Elstertalbahn führt, ist man bei der Etappenplanung sehr flexibel. Die Züge verkehren im Ein- bzw. Zweistundentakt, so dass man jederzeit die Tour beenden und mit dem Zug nach Hause fahren kann.

## Etappen

### Elsterquelle–Adorf/Vogtl.
Der Elsterradweg ist als solcher auf der tschechischen Seite nicht ausgeschildert. Es sind mehrere Radwege nutzbar. An der Elster führt ein weiß/grün markierter Weg bergab. Der erste Ort ist Vernéřov (Wernersreuth) mit böhmischem Wirtshaus. In Dolní Paseky (Niederreuth) führt der Weg an einer unscheinbaren radonhaltigen Säuerlingsquelle vorbei. Am Ufer der kleinen Trinkwassertalsperre geht es bis nach Podhradí (Neuberg), dort rechts abbiegen auf die Straße Richtung Doubrava (Grün). Weiter fährt man über die Grenze nach Bad Elster durch die Kuranlagen und nach der Überquerung der Bundesstraße 92 am Elsterufer nach Adorf. Die Wege sind für Radfahrer gut geeignet.

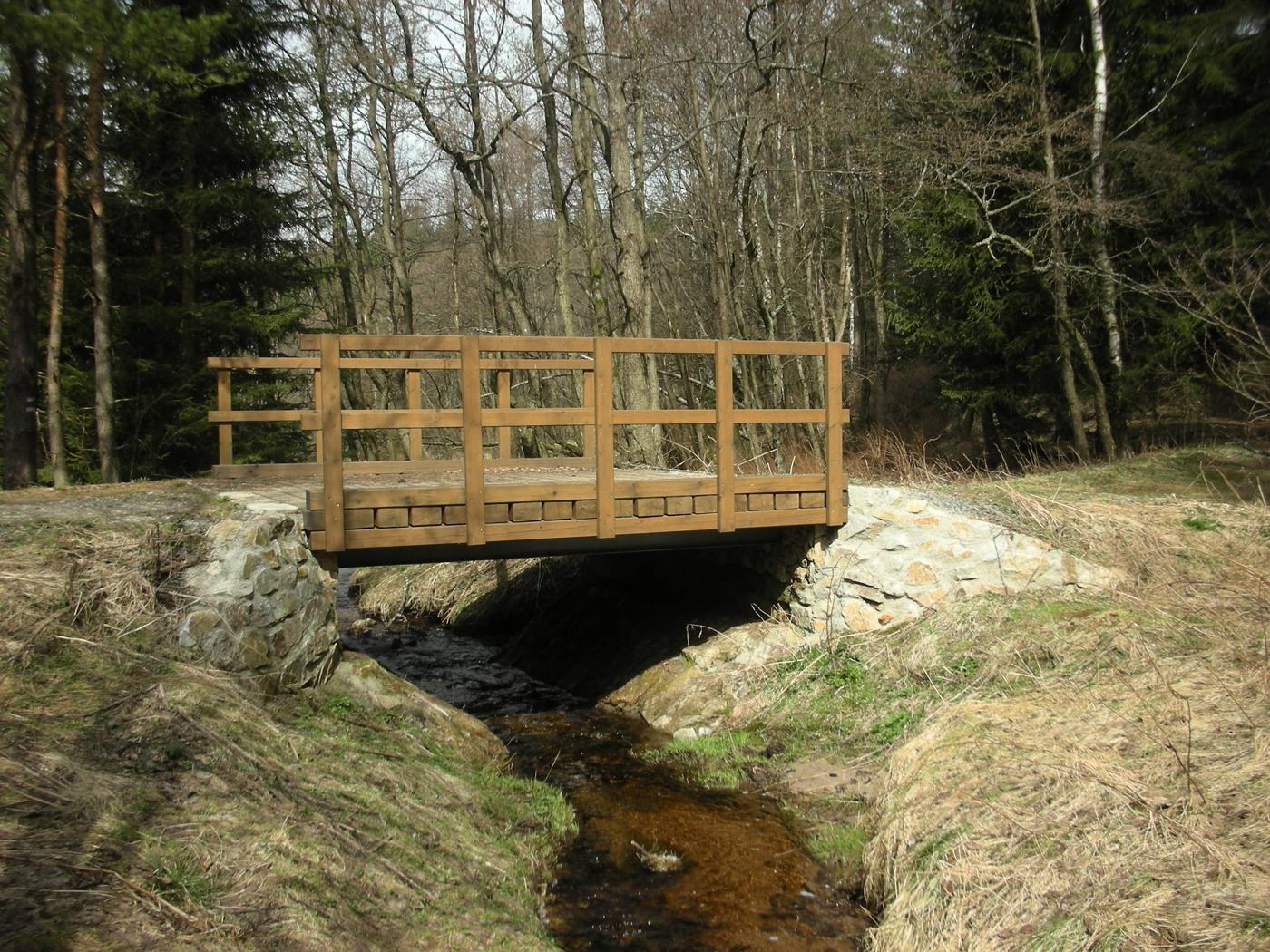
Erste Brücke über die Weiße Elster
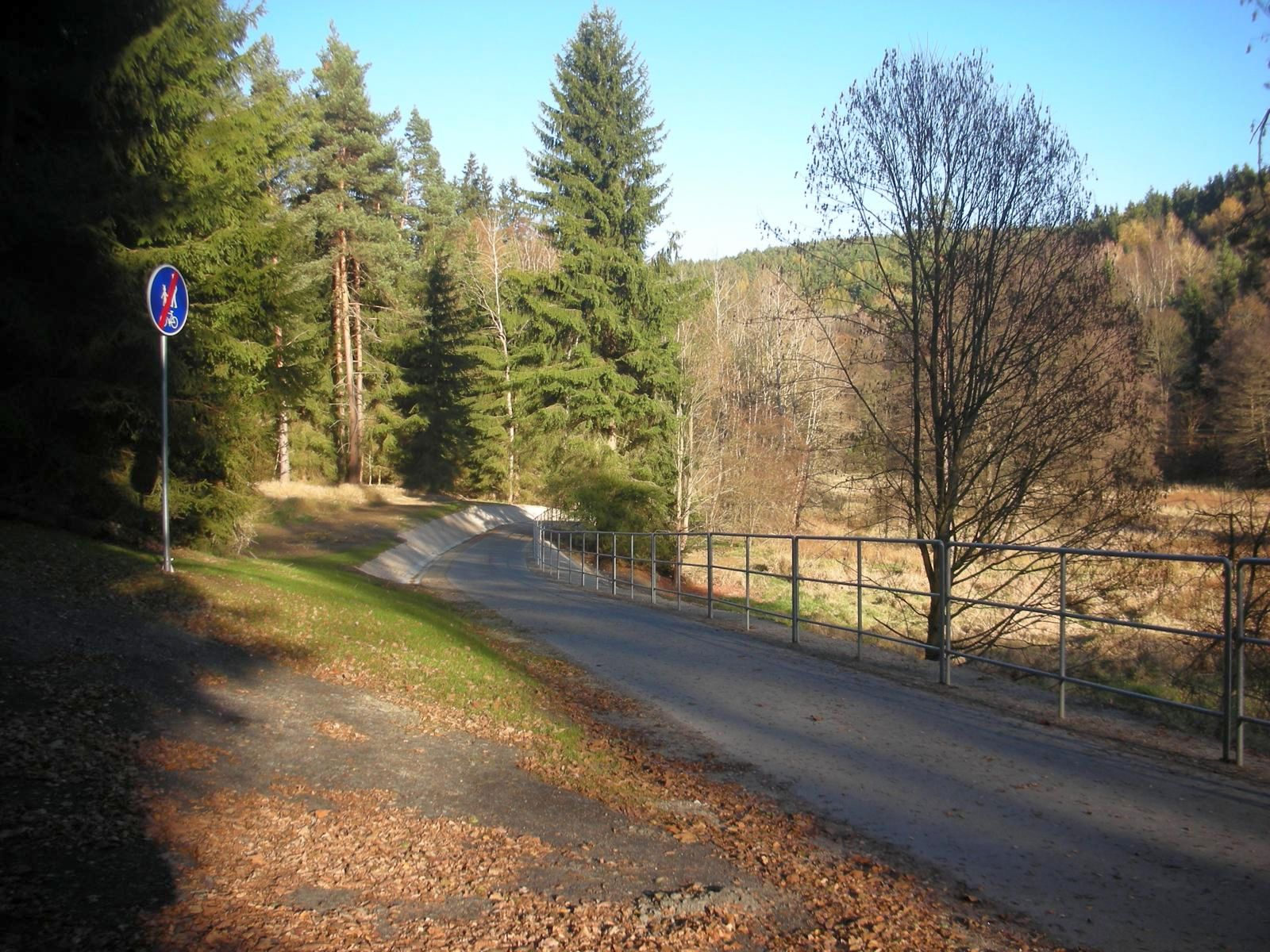
Neuer Radweg nach Doubrava
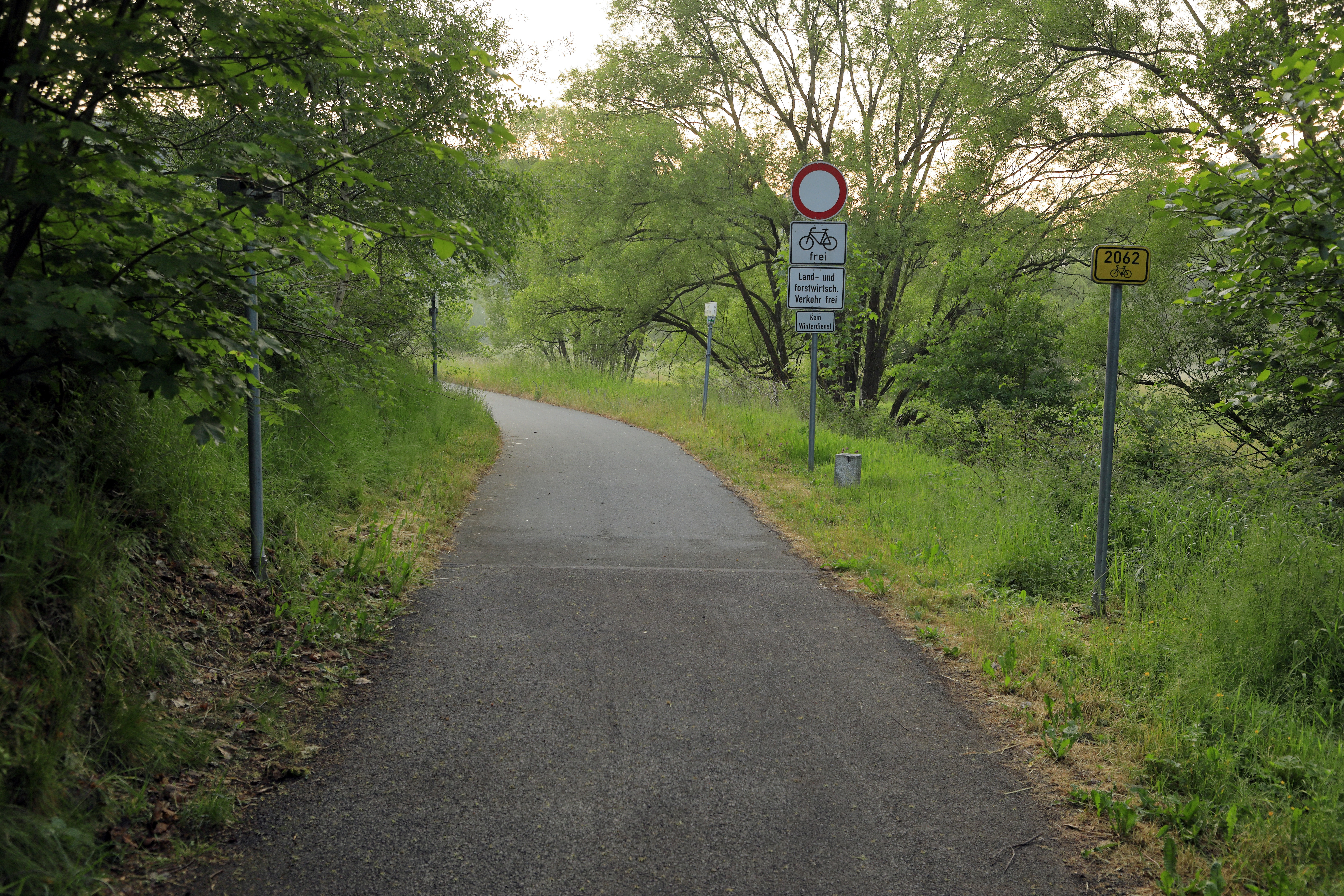
Grenzübergang am Heißensteiner Weg zwischen Doubrava und Bad Elster
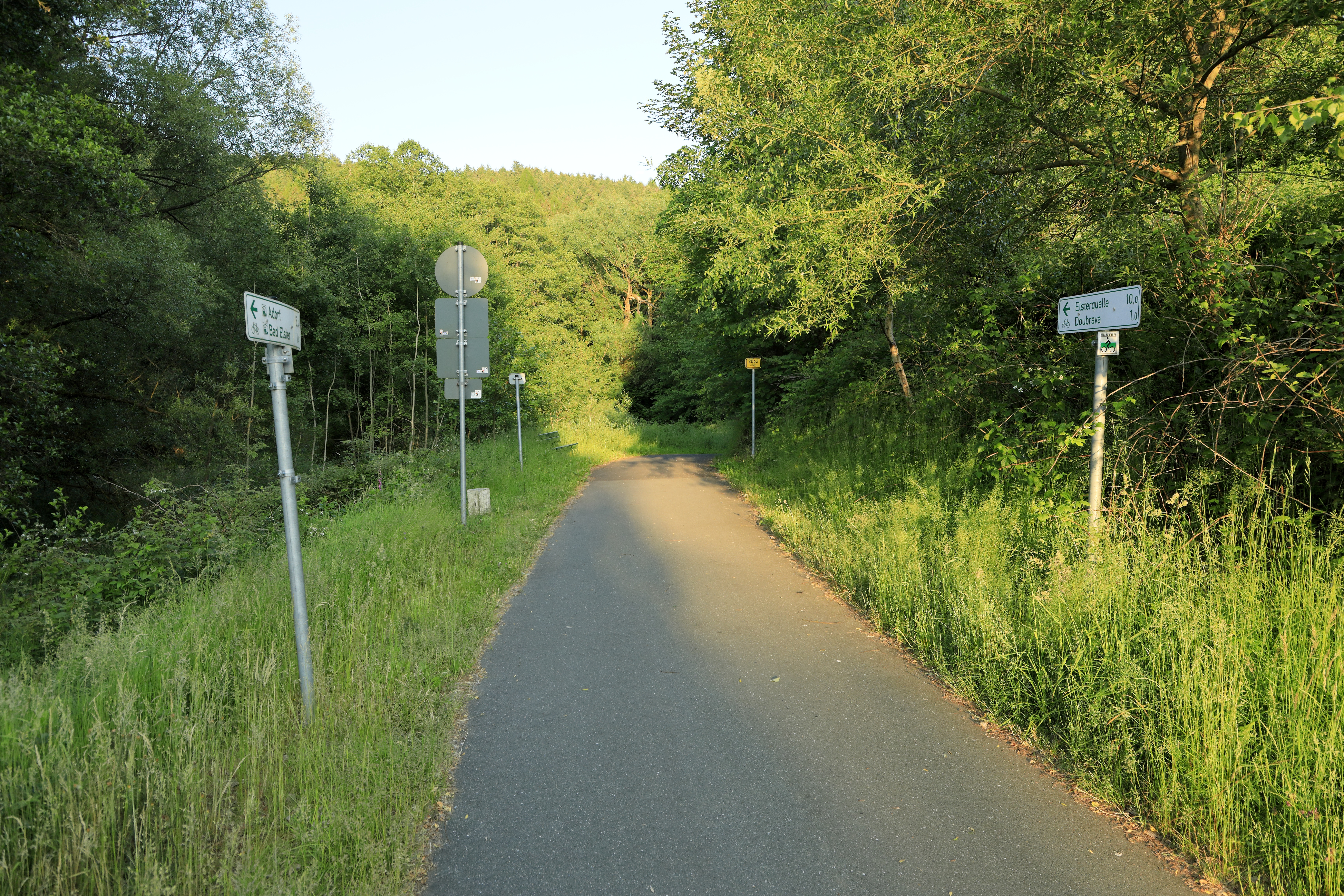
Die am Asphaltbelag sichtbare Grenzlinie in Richtung Tschechien
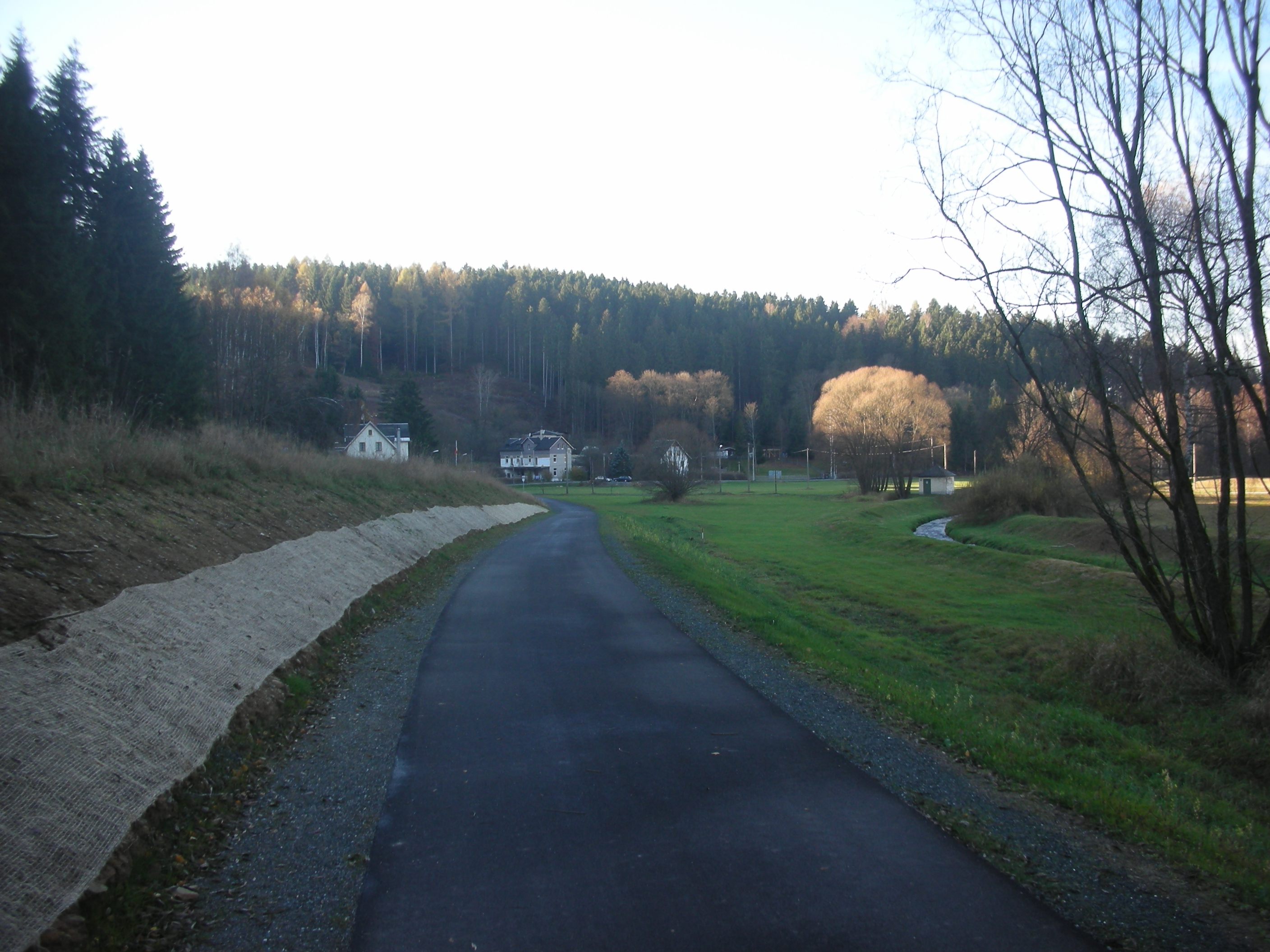
Kurz vor Bad Elster am Heißenstein
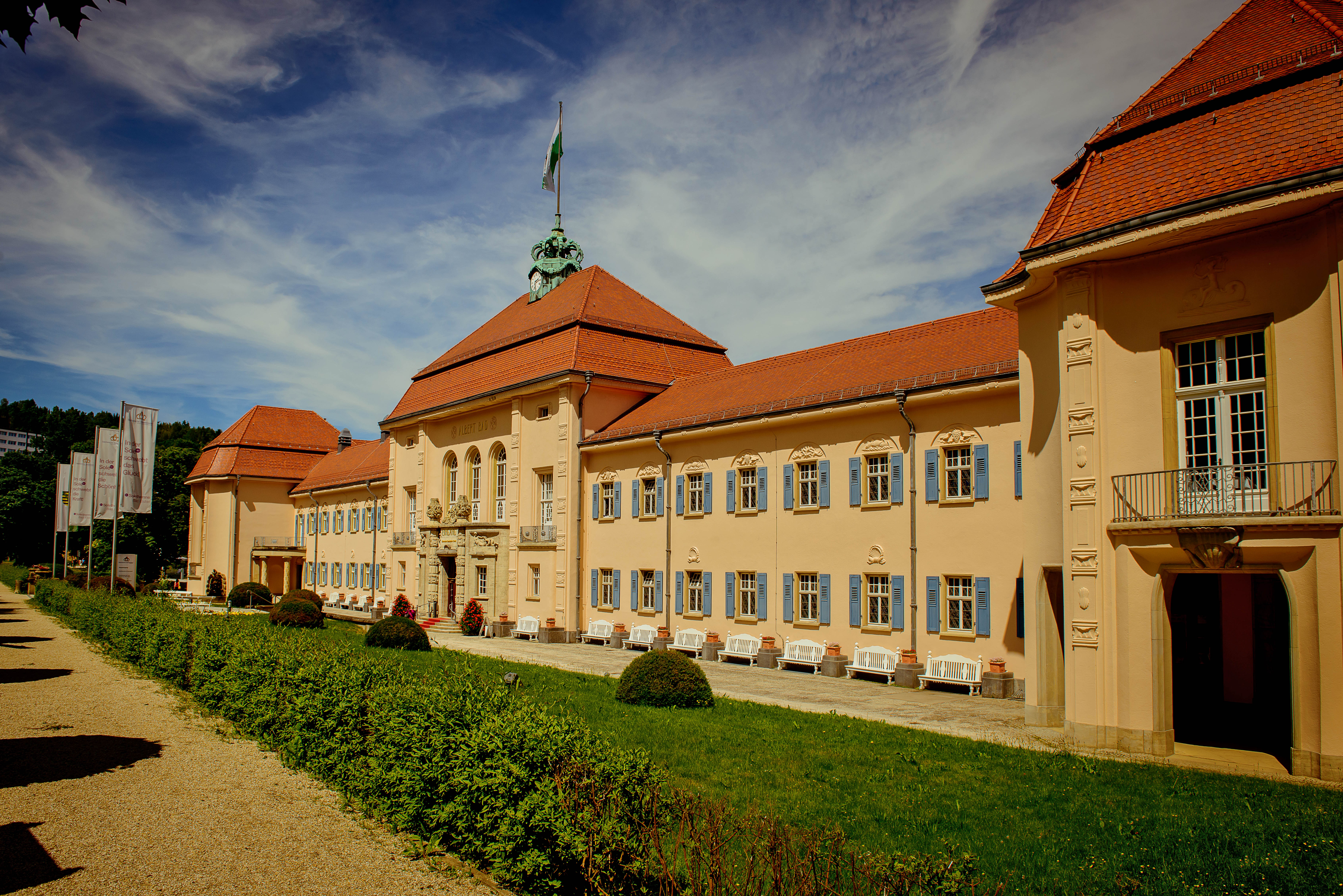
Bad Elster
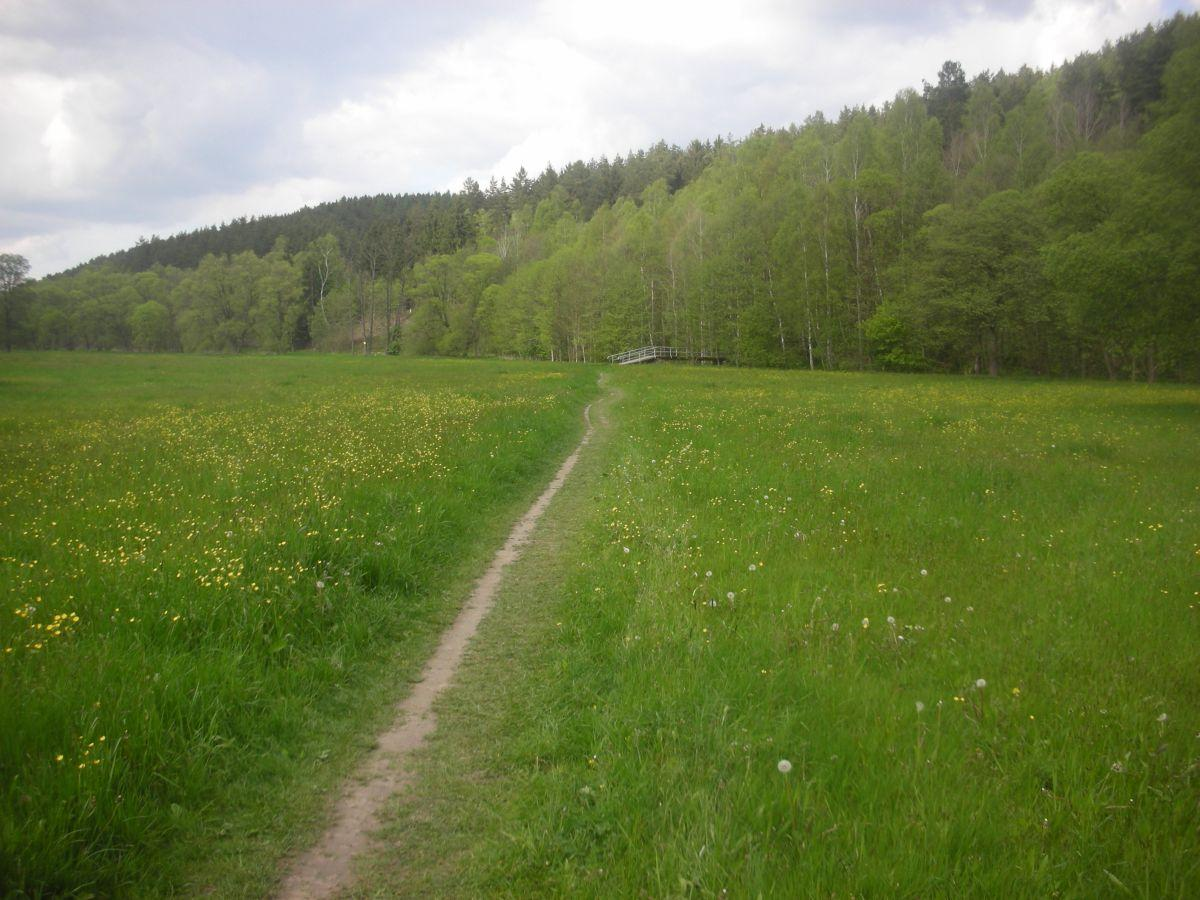
Kurz vor Adorf (Vogtland), von Bad Elster kommend, bis 2012
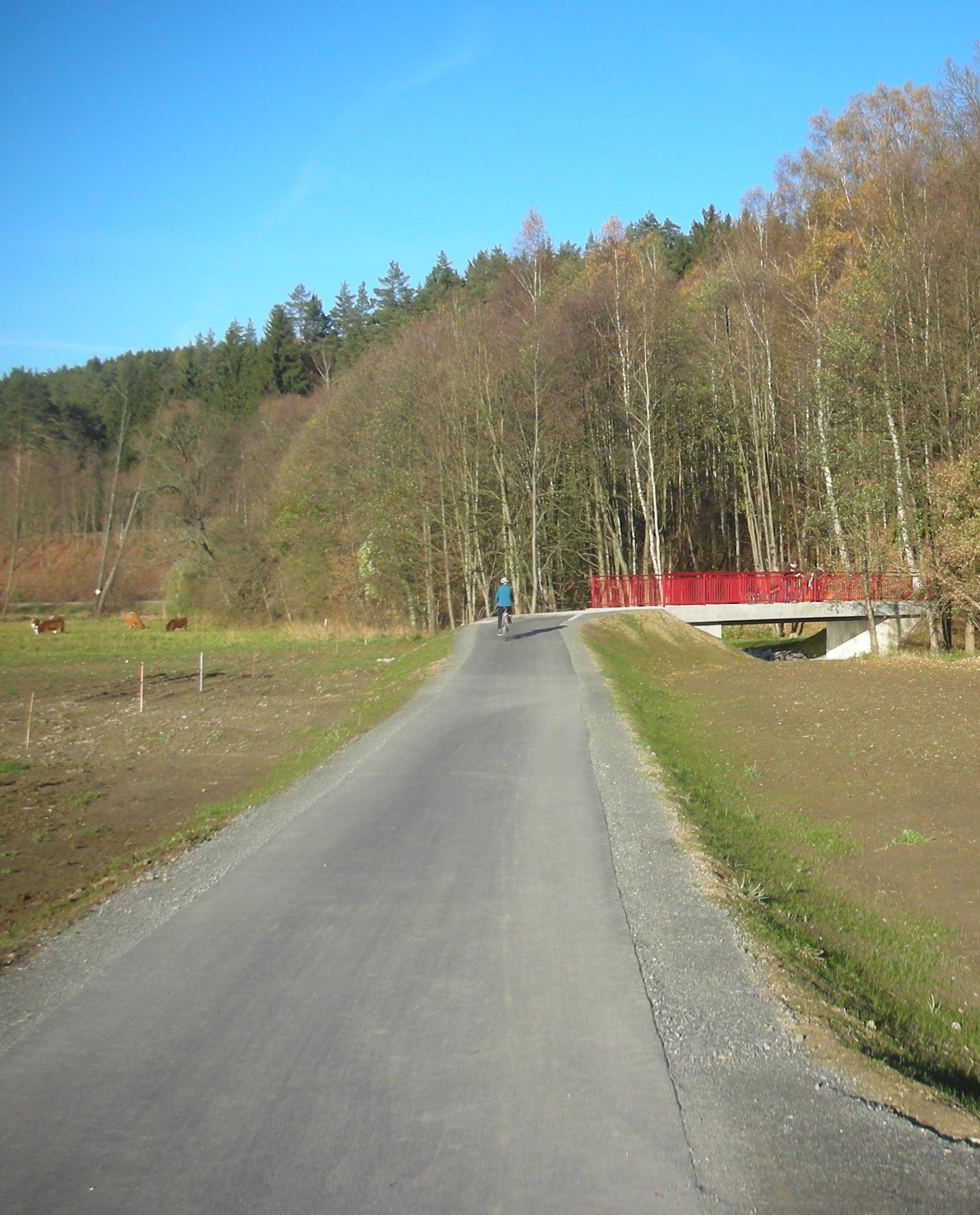
Kurz vor Adorf, neu gebaut im Jahr 2013
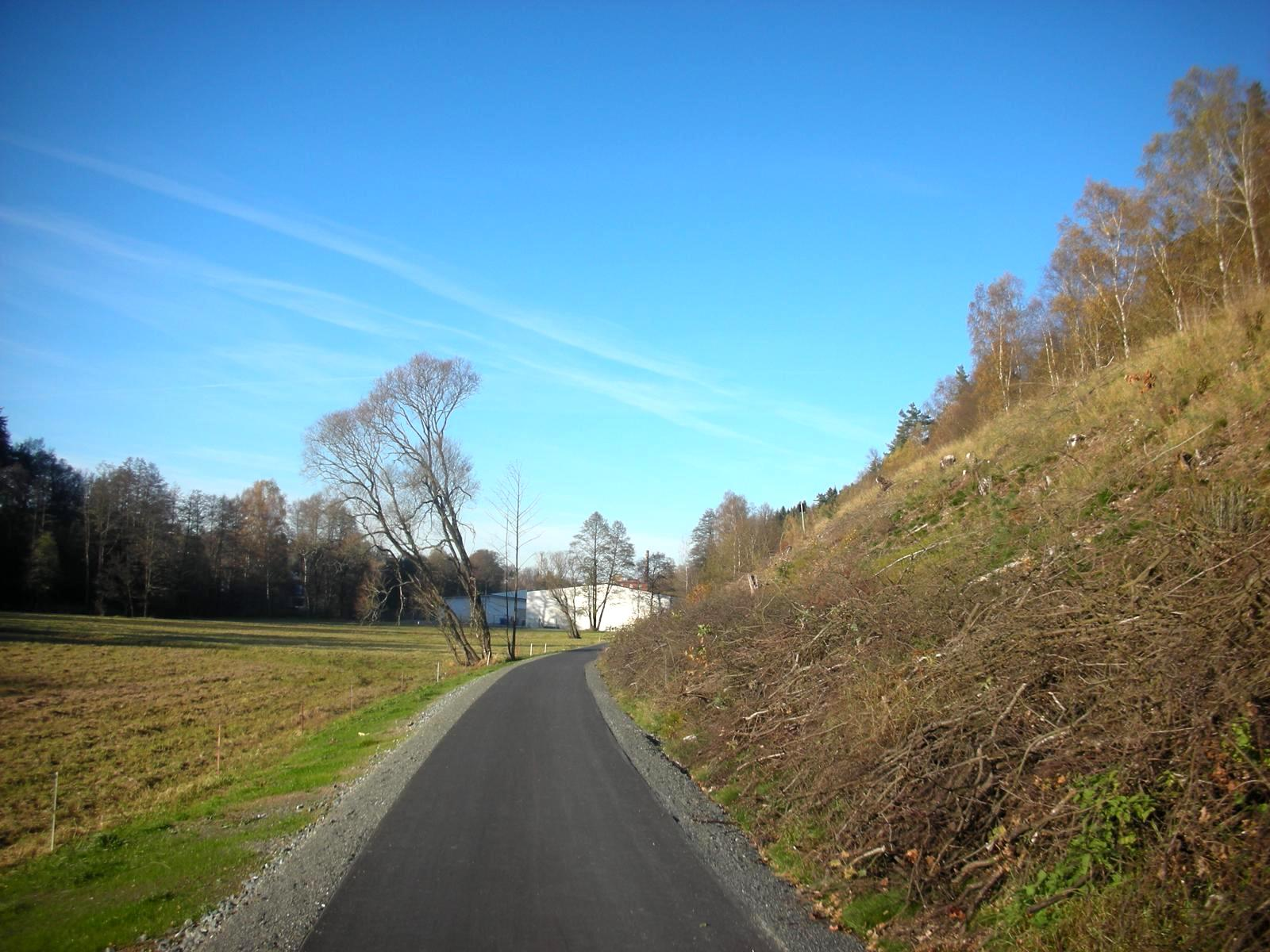
Erstes Gebäude von Adorf wird sichtbar

- Etappenlänge:  22 km
- Höhe über NN

- Start:  710 m
- Ziel:   440 m

### Adorf/Vogtl.–Oelsnitz
Beim Adorfer Bahnhof nutzt der Radweg die Zufahrtsstraße zum Bahnwerk Adorf. Von dort verläuft er auf einem Wiesenweg bis zur Straße nach Leubetha. Nach ungefähr 100 Metern muss die Bundesstraße 92 in Richtung Rebersreuth bis zu den Felsenkurven genutzt werden. In Rebersreuth wird das Elstertal verlassen. Die alte Eichigter Straße ist ein steiniger Feldweg und mündet in die Straße zwischen Eichigt und Hundsgrün. Von dort geht es weiter, wieder weg vom Elstertal bis Ebersbach, wo der Abzweig Richtung Unterhermsgrün ohne Hinweis ist. Nach Unterhermsgrün muss wiederum die enge und stark befahrene Bundesstraße 92 bis zur Tanzermühle genutzt werden. Ab dort gibt es einen Fußweg, der für Radfahrer bis Oelsnitz frei ist.

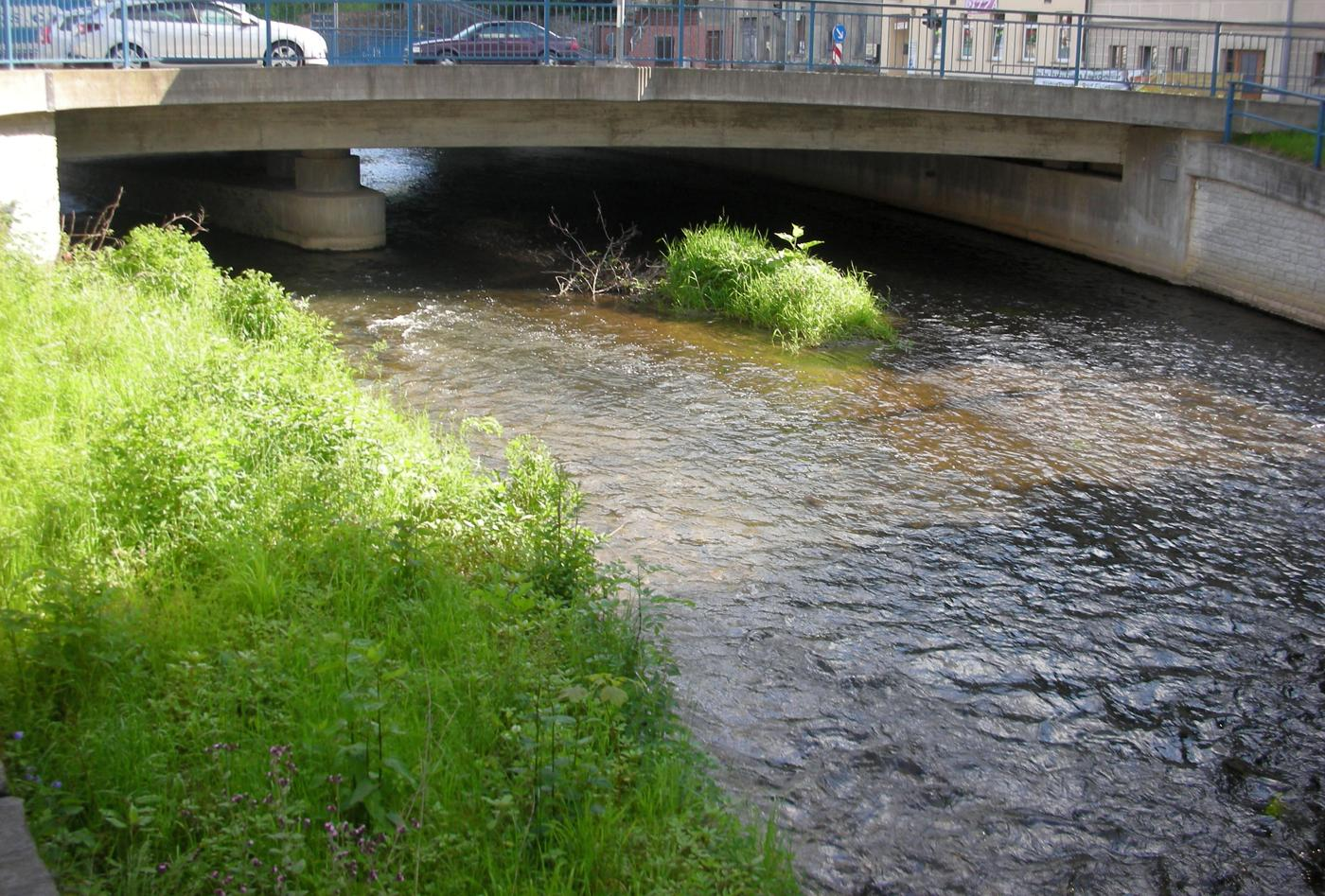
Mündung des Schwarzbaches (links) in Adorf in die Weiße Elster (rechts)
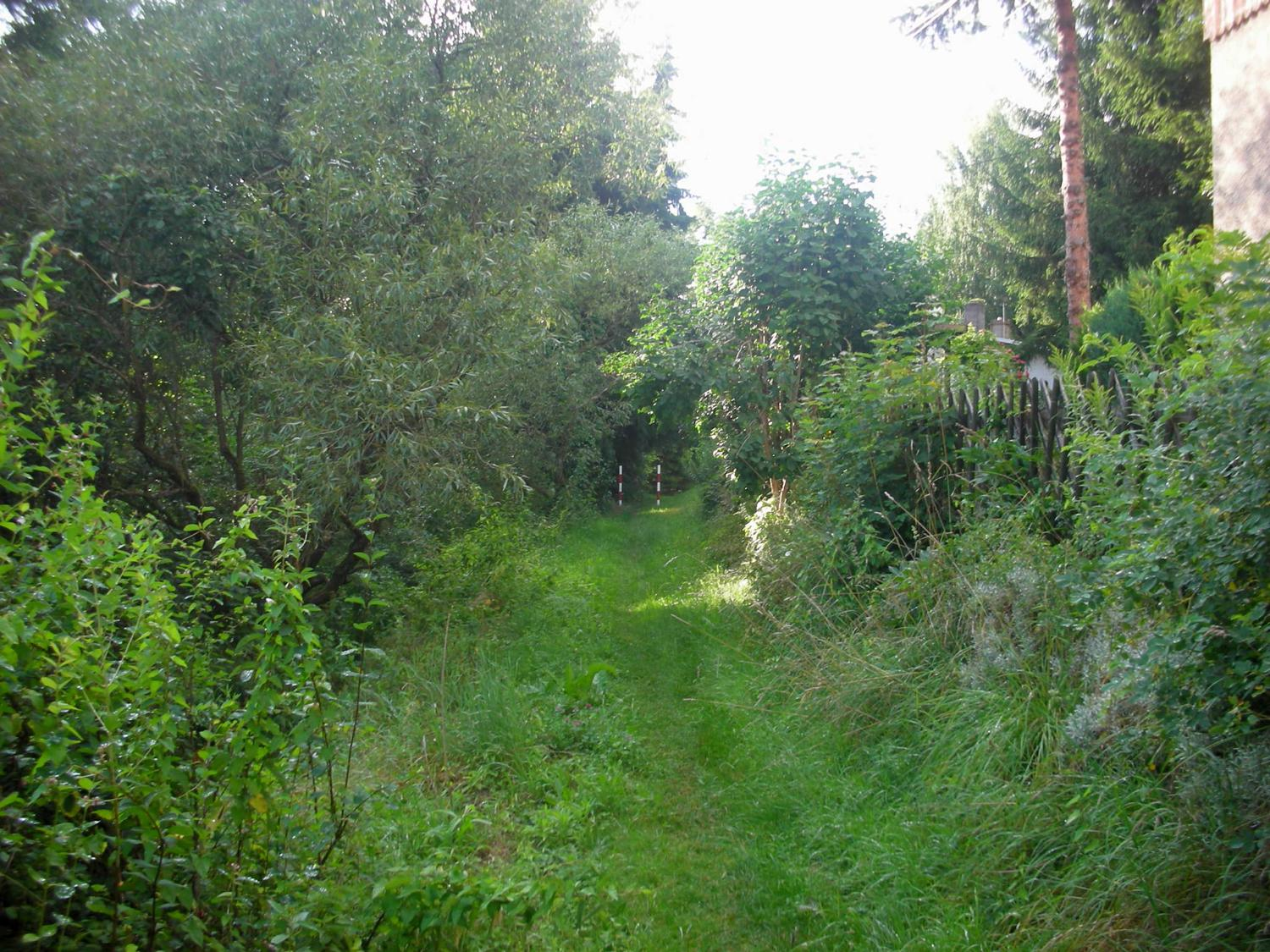
Radweg bei Leubetha (Vogtland), von Adorf kommend

- Etappenlänge:  17 km
- Höhe über NN

- Start:  440 m
- Ziel:   390 m

### Oelsnitz–Plauen
- Etappenlänge:  26 km
- Höhe über NN

- Start:  390 m
- Ziel:   340 m

### Plauen–Greiz
Der Weg verläuft über steinige Wanderwege und Straßen, nicht immer in direkter Flussnähe.

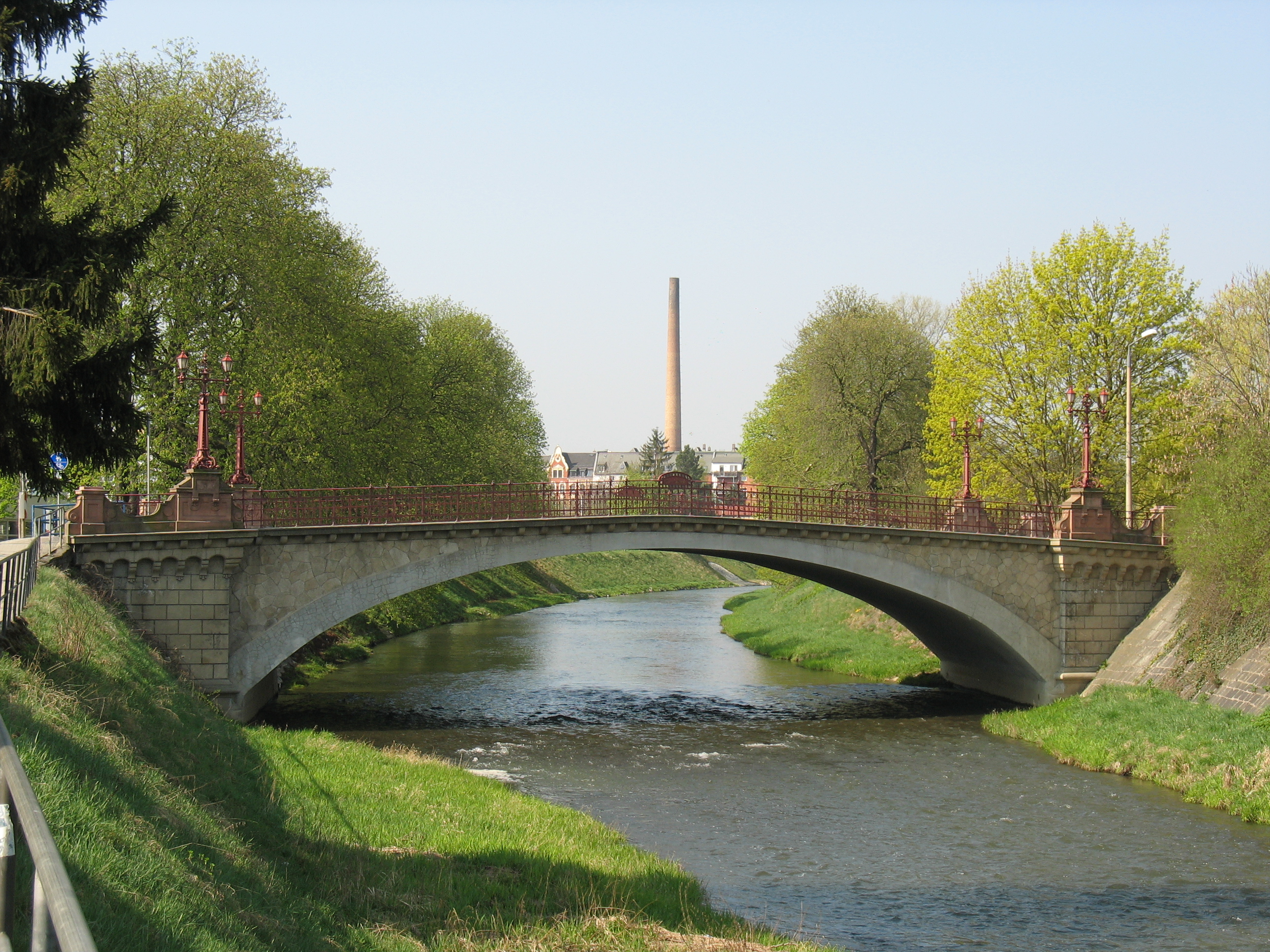
Gösselbrücke in Plauen
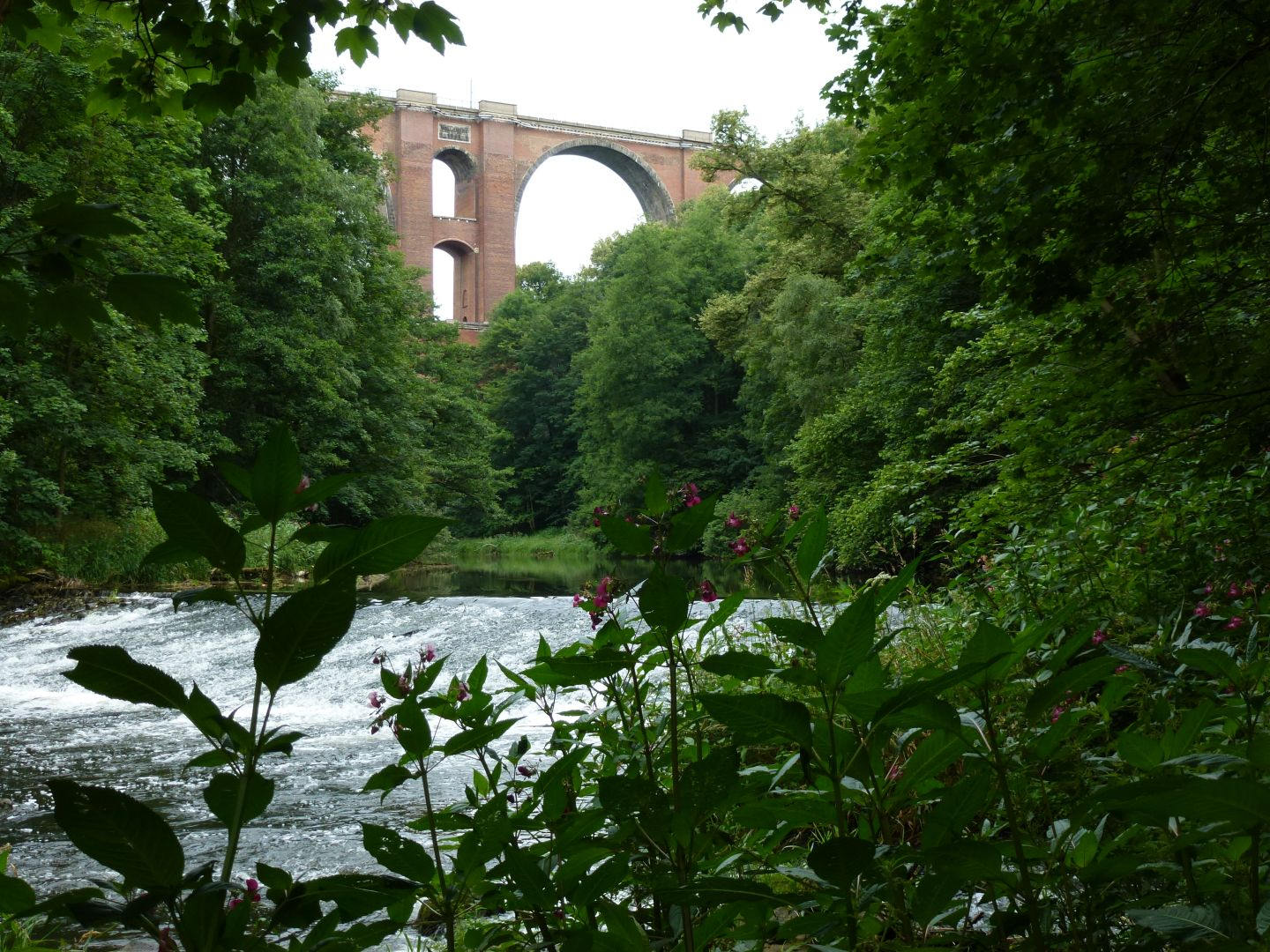
Elstertalbrücke bei Jocketa
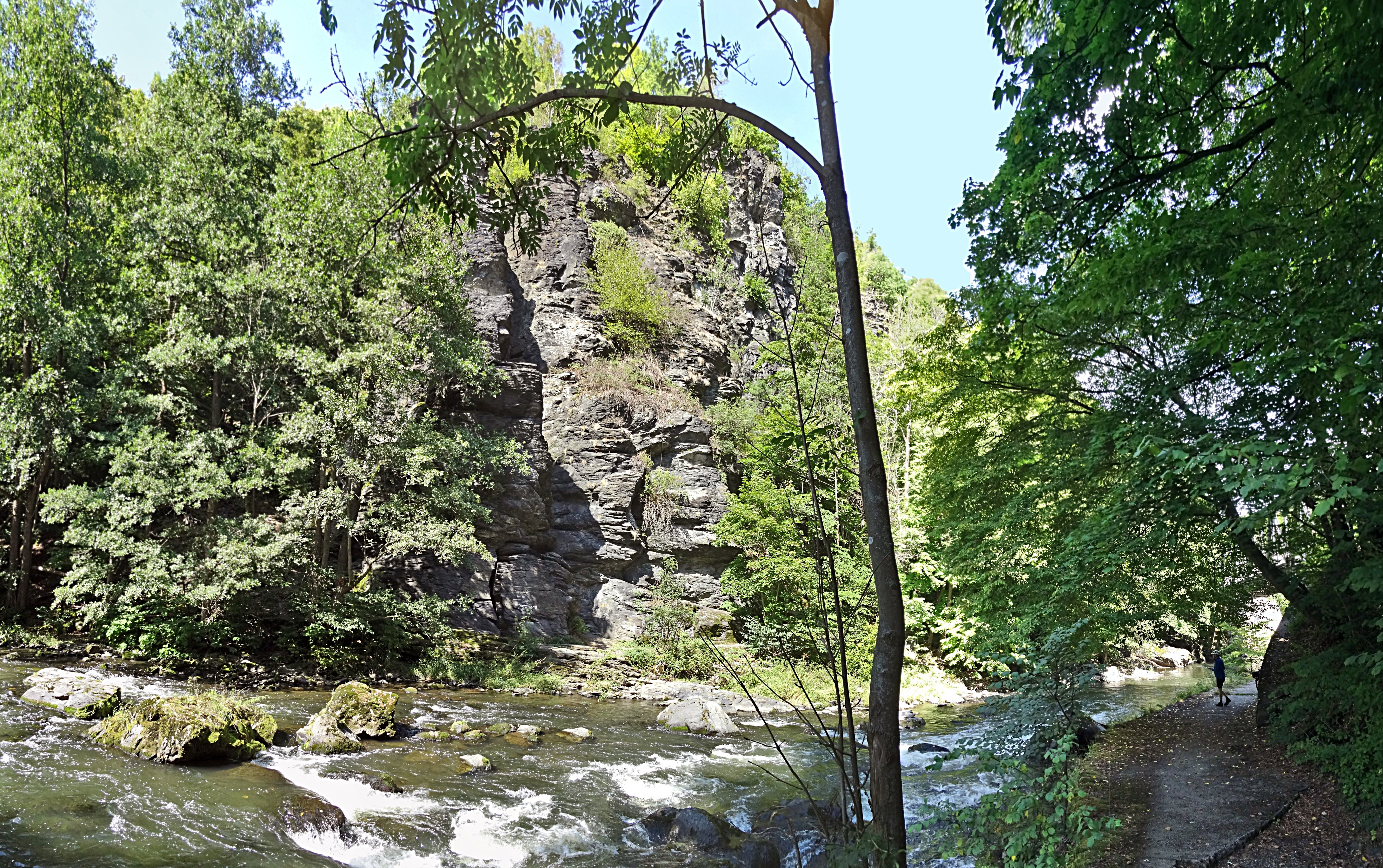
Engstelle am Steinicht
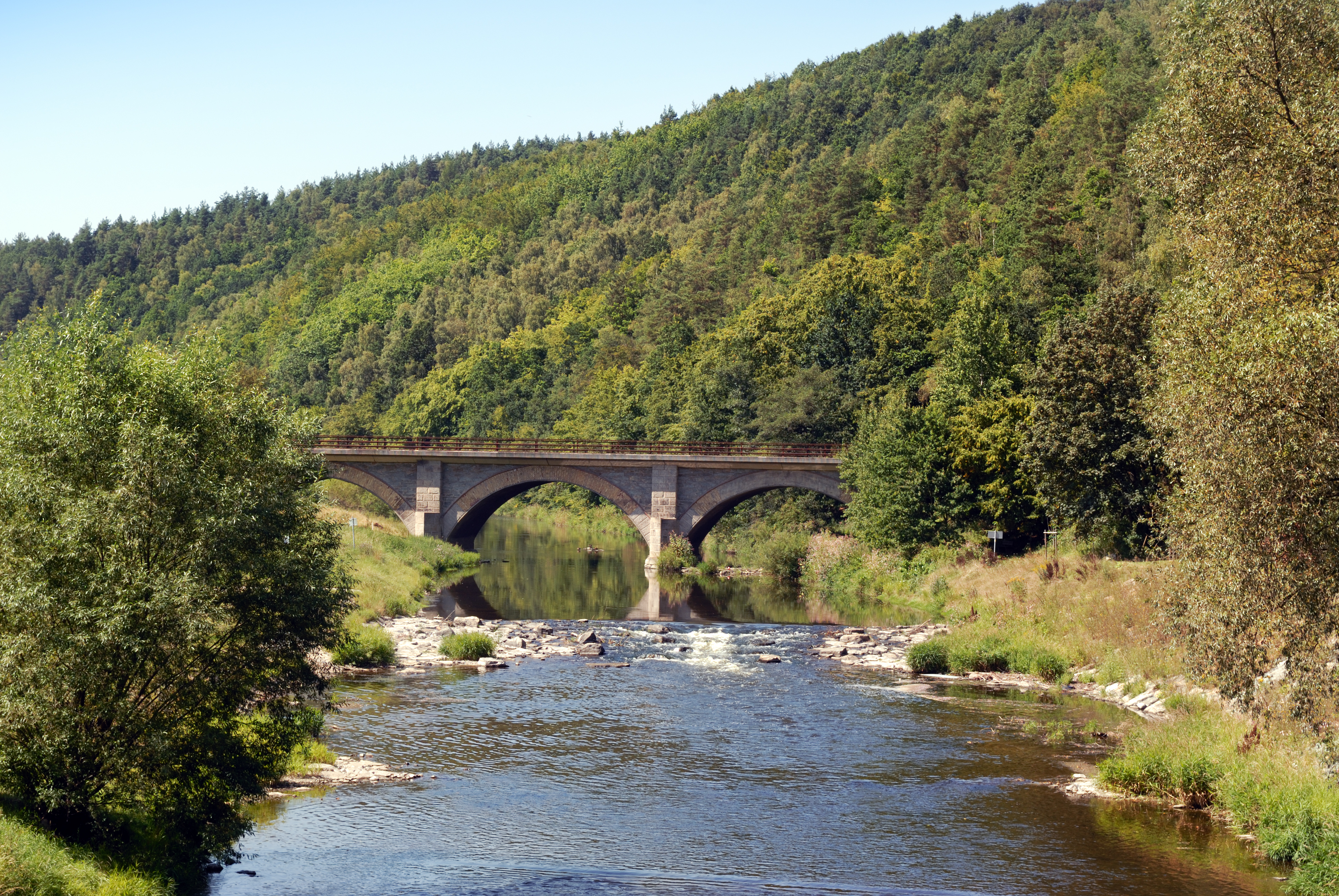
Greiz-Dölau

- Etappenlänge:  25 km
- Höhe über NN

- Start:  340 m
- Ziel:   260 m

### Greiz–Berga

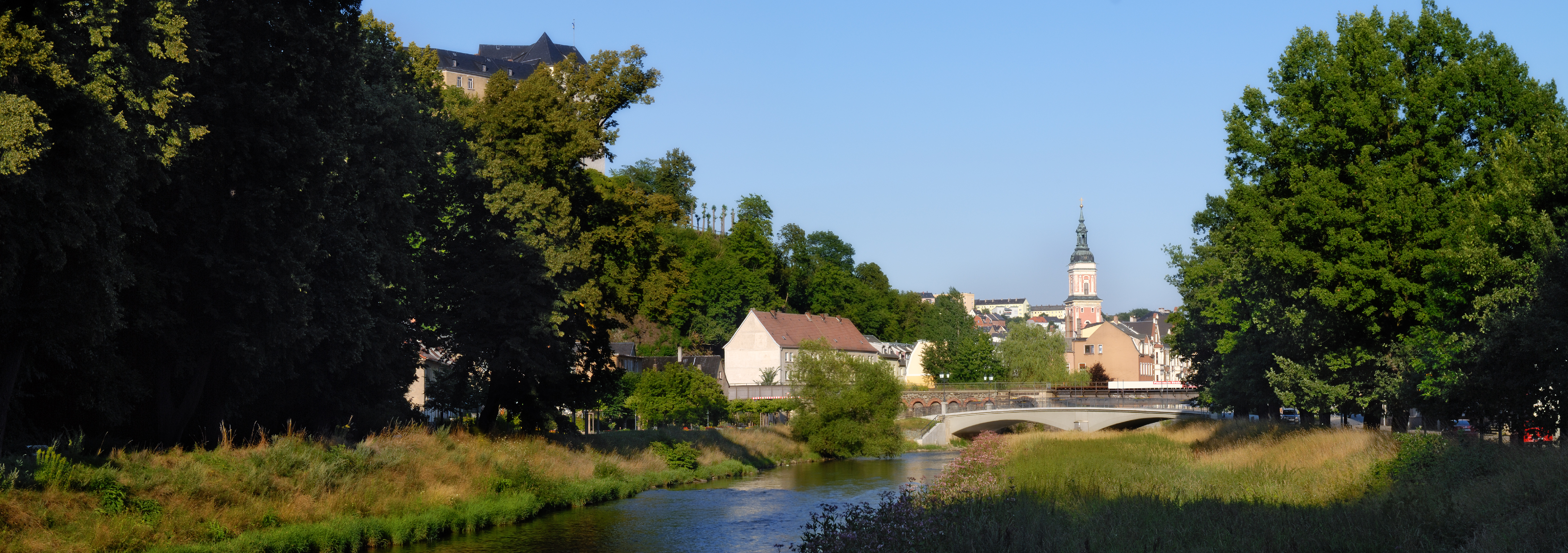
Greiz
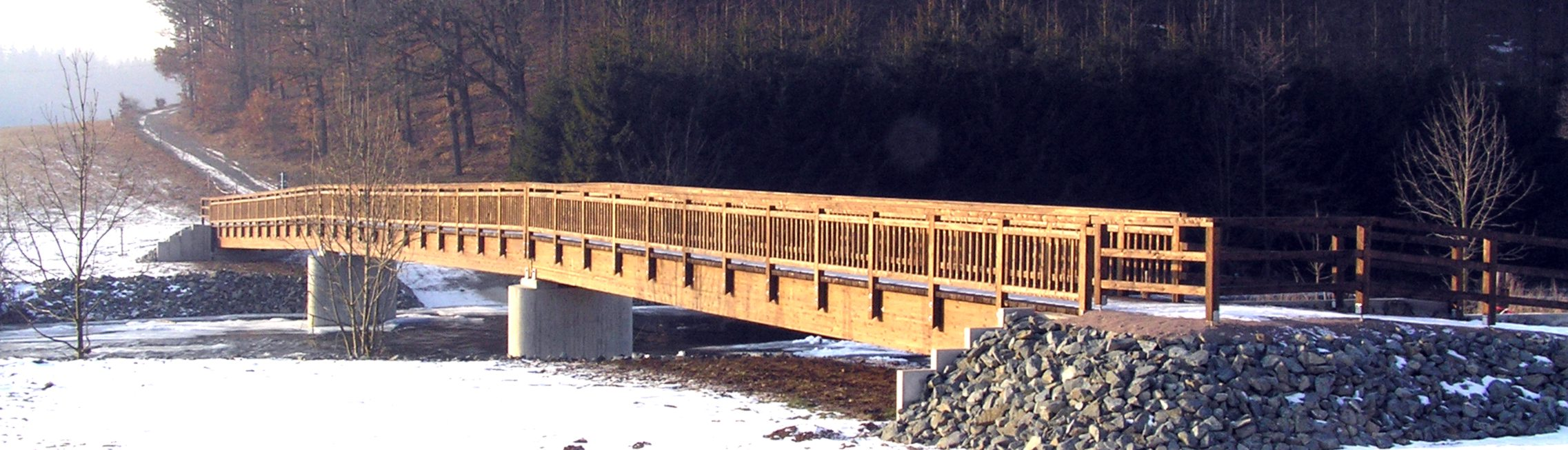
Bretmühle-Brücke bei Neumühle/Elster
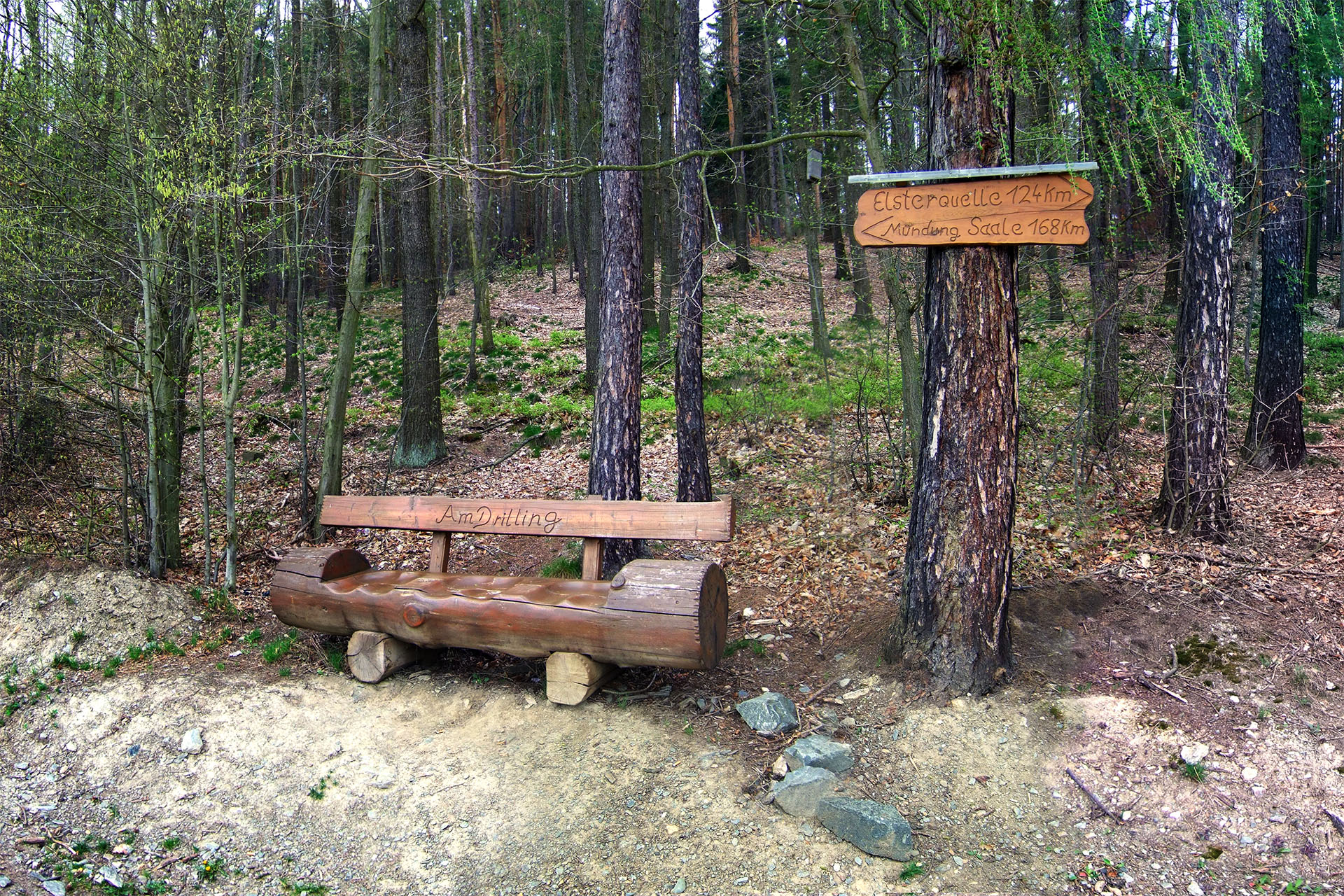
Beschilderung zu Elsterquelle und -mündung bei Neumühle
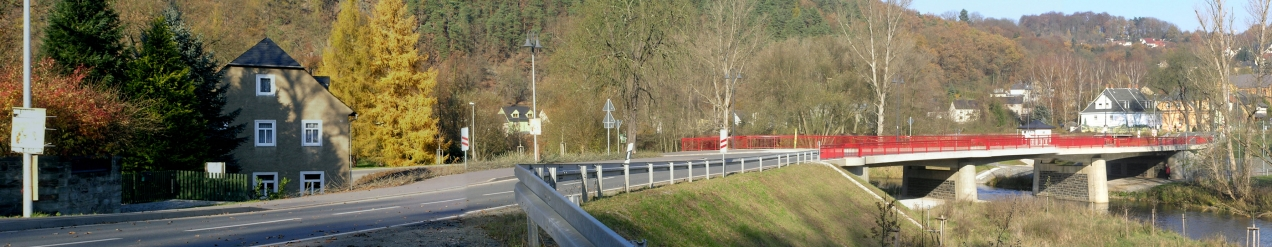
Zollhaus und Neue Elster-Brücke in Berga

- Etappenlänge:  15 km
- Höhe über NN

- Start:  260 m
- Ziel:   240 m

### Berga–Gera
Zwischen Berga und Wünschendorf verläuft der Radweg mit leichten Steigungen am rechten Ufer. Die Alternativroute über den Elsterperlenweg am linken Ufer ist herausfordernder.

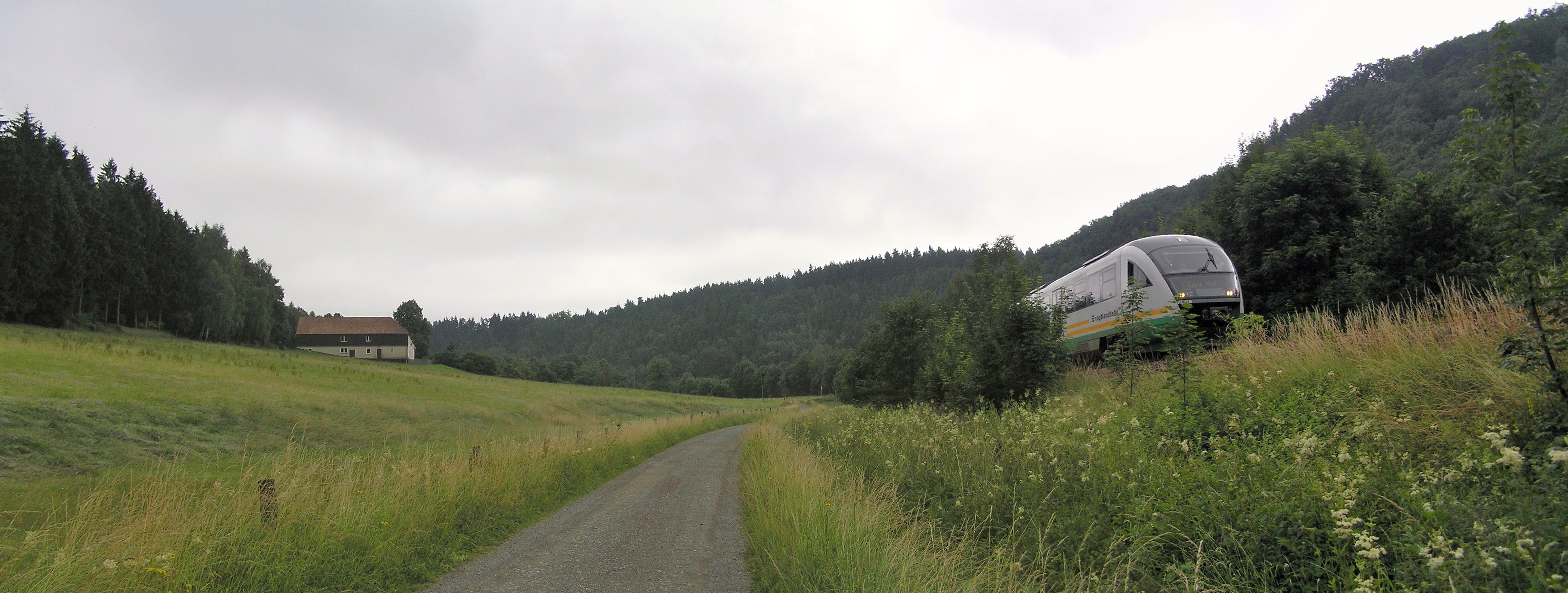
Elster-Radweg am Oberhammer
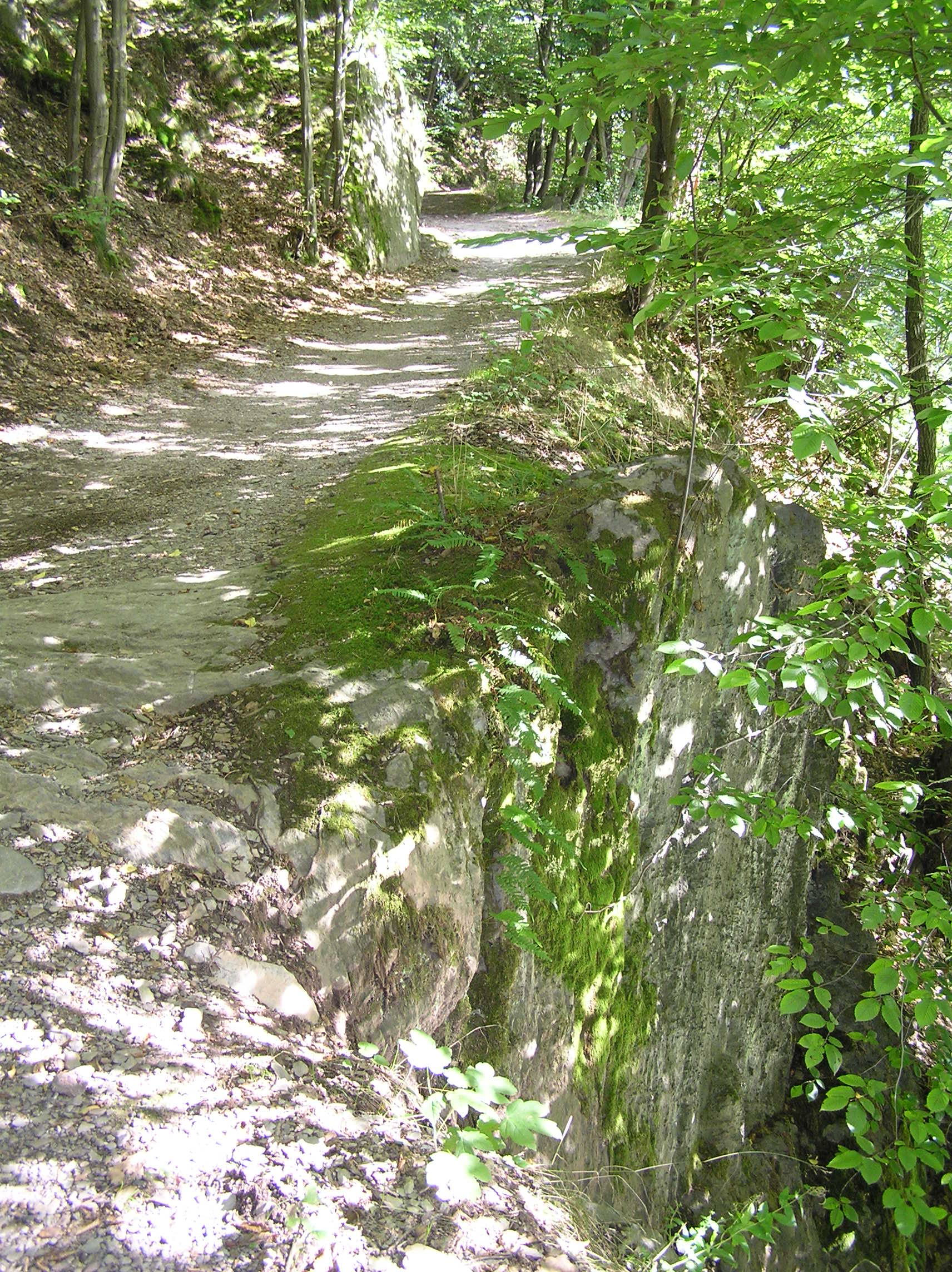
Ungeschützter Elster-Radweg vor Wünschendorf unterhalb des „Weibersteins“ am rechten Ufer der Elster.
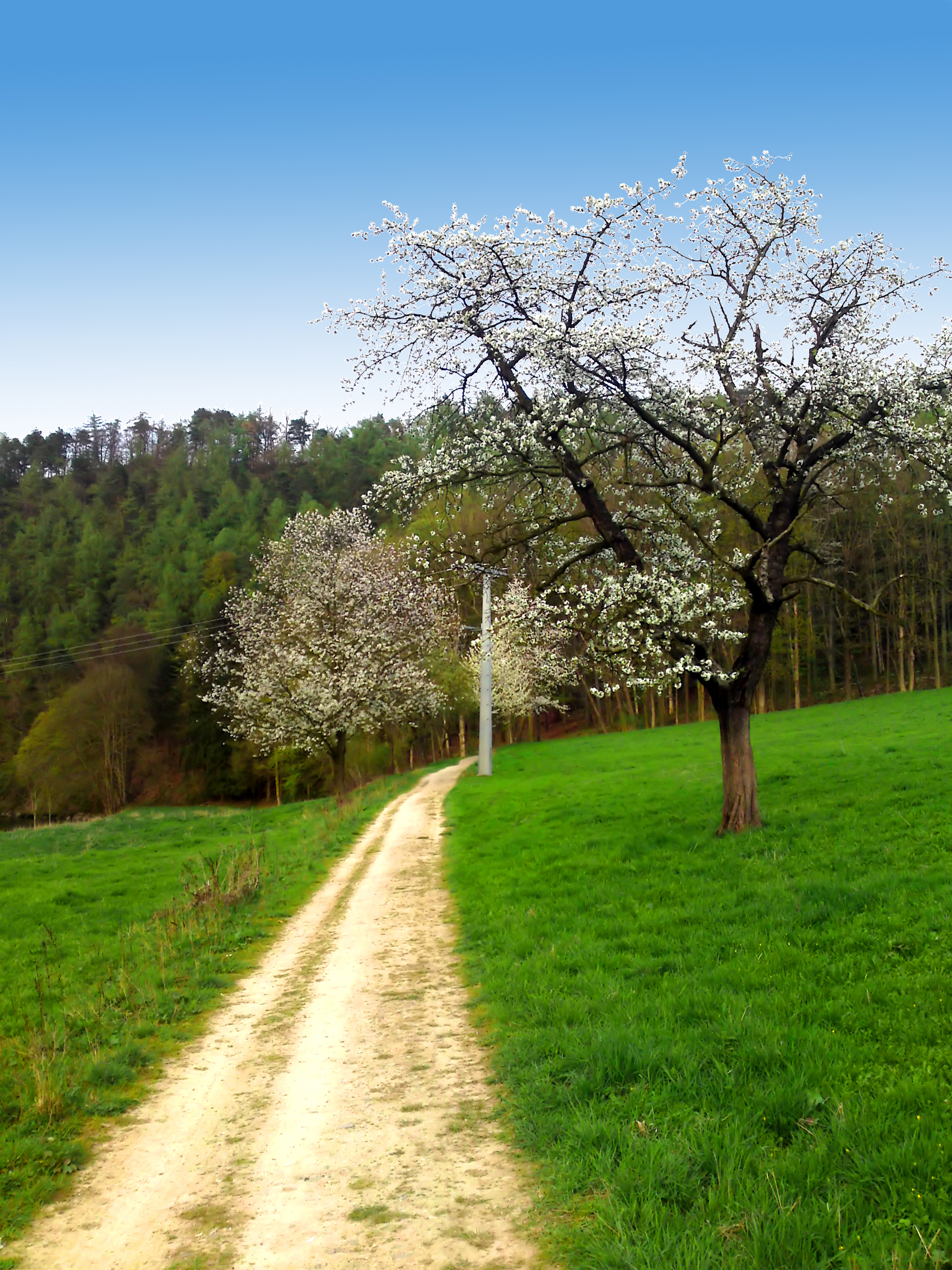
Zwischen Berga und Wünschendorf
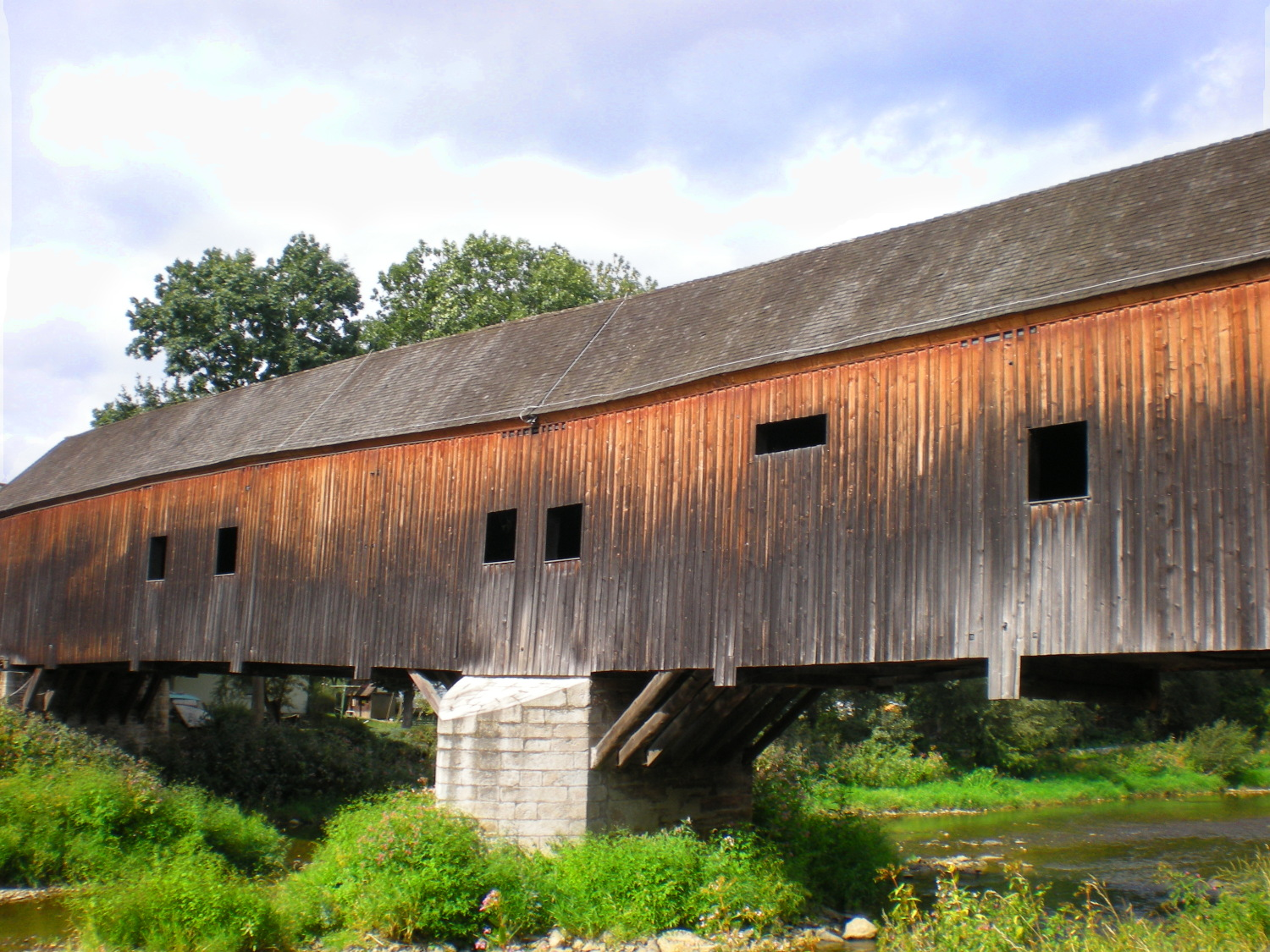
Holzbrücke in Wünschendorf

- Etappenlänge:  21 km
- Höhe über NN

- Start:  240 m
- Ziel:   200 m

### Gera–Zeitz

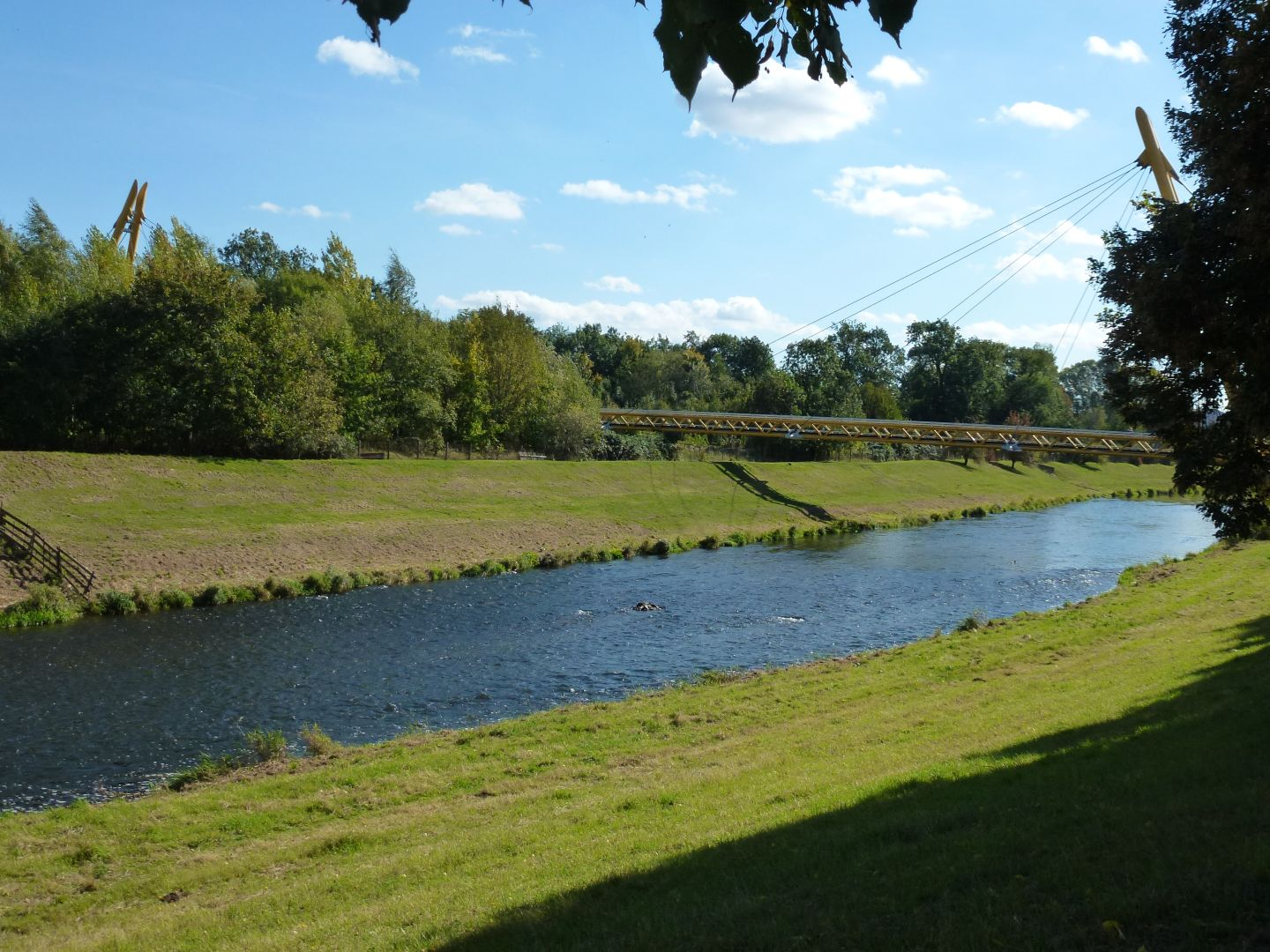
Fußgängerbrücke im Norden Geras
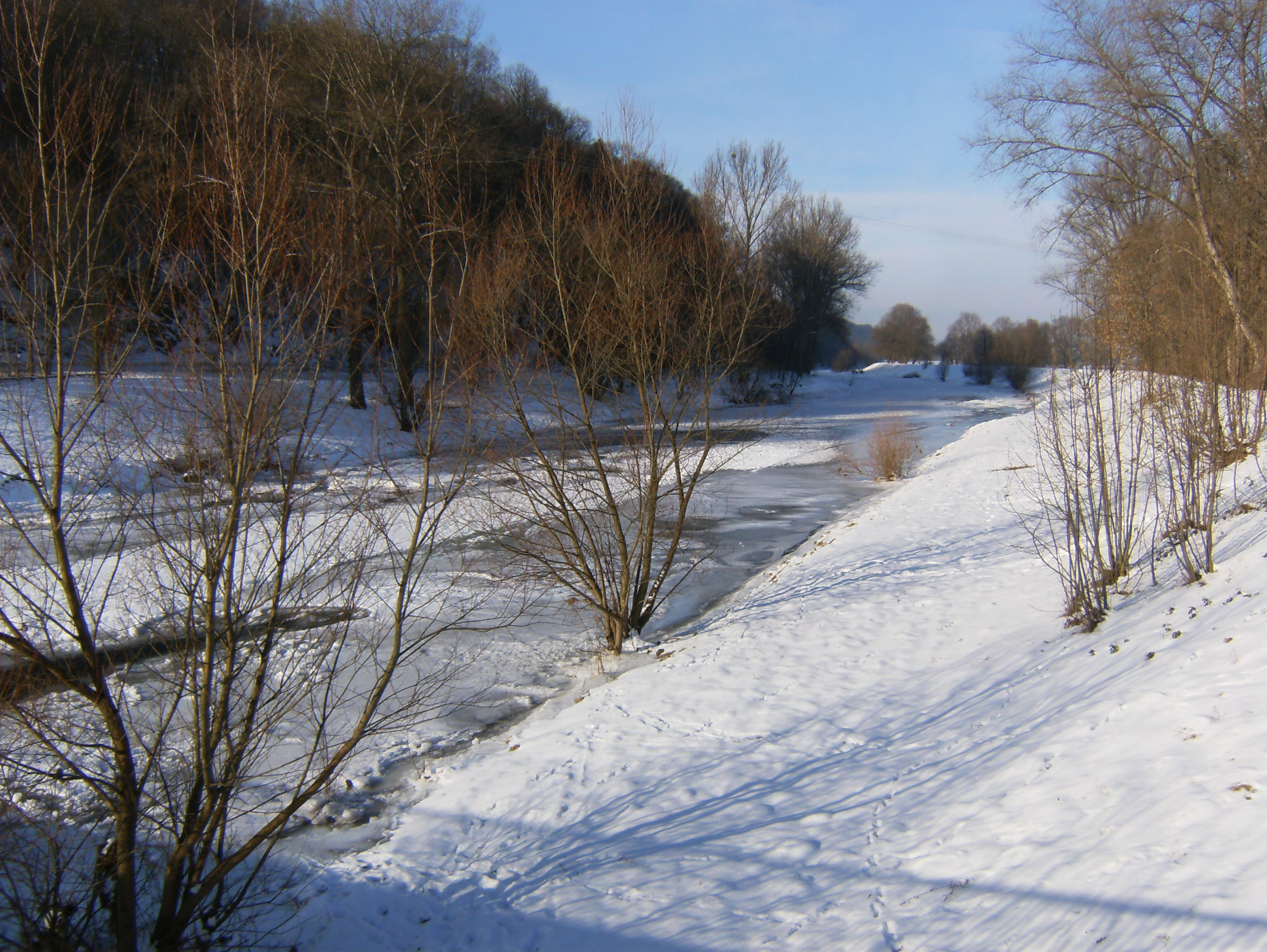
Eisgang zwischen Gera-Thieschitz und Bad Köstritz
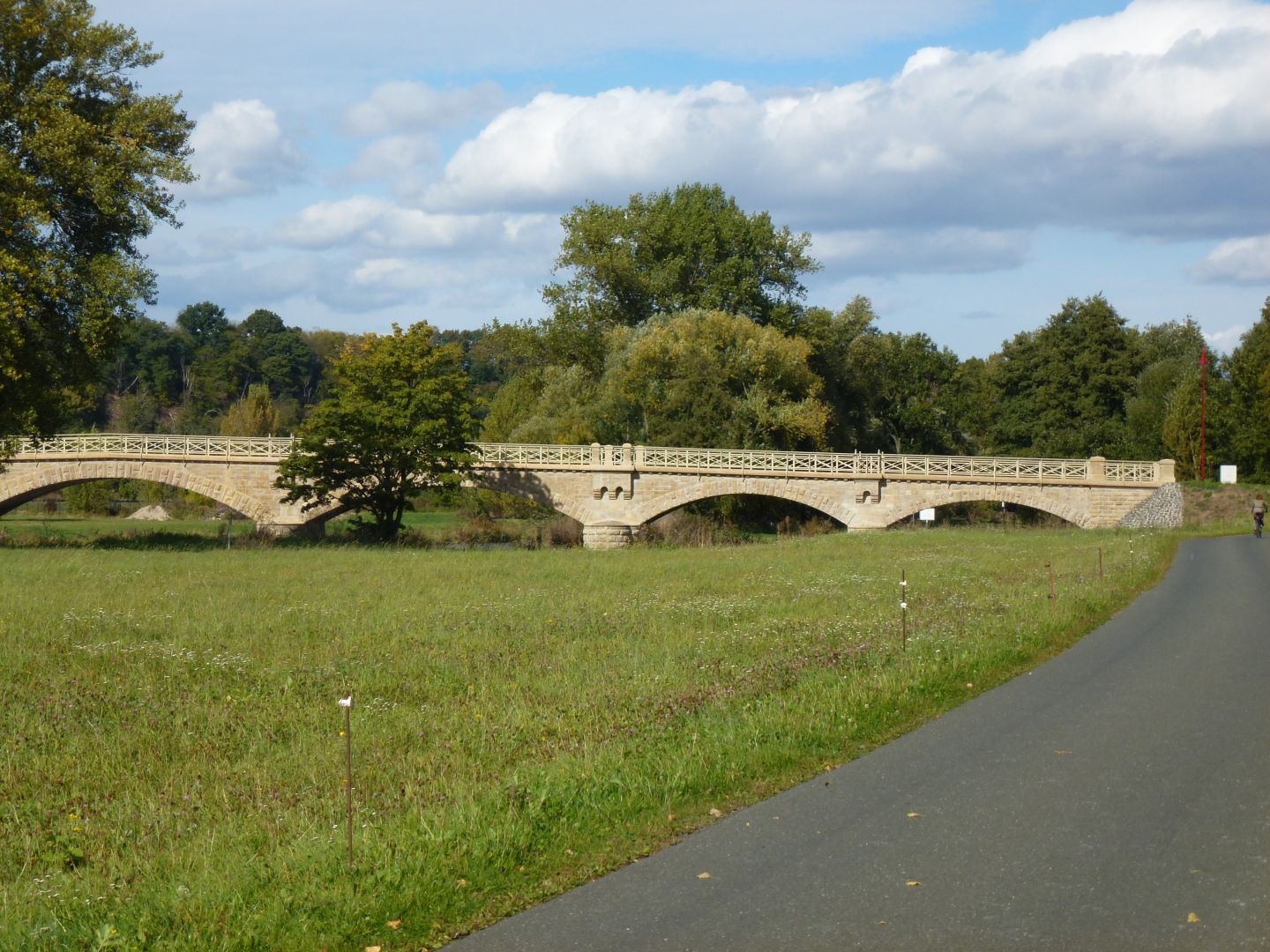
Brücke bei Crossen an der Elster
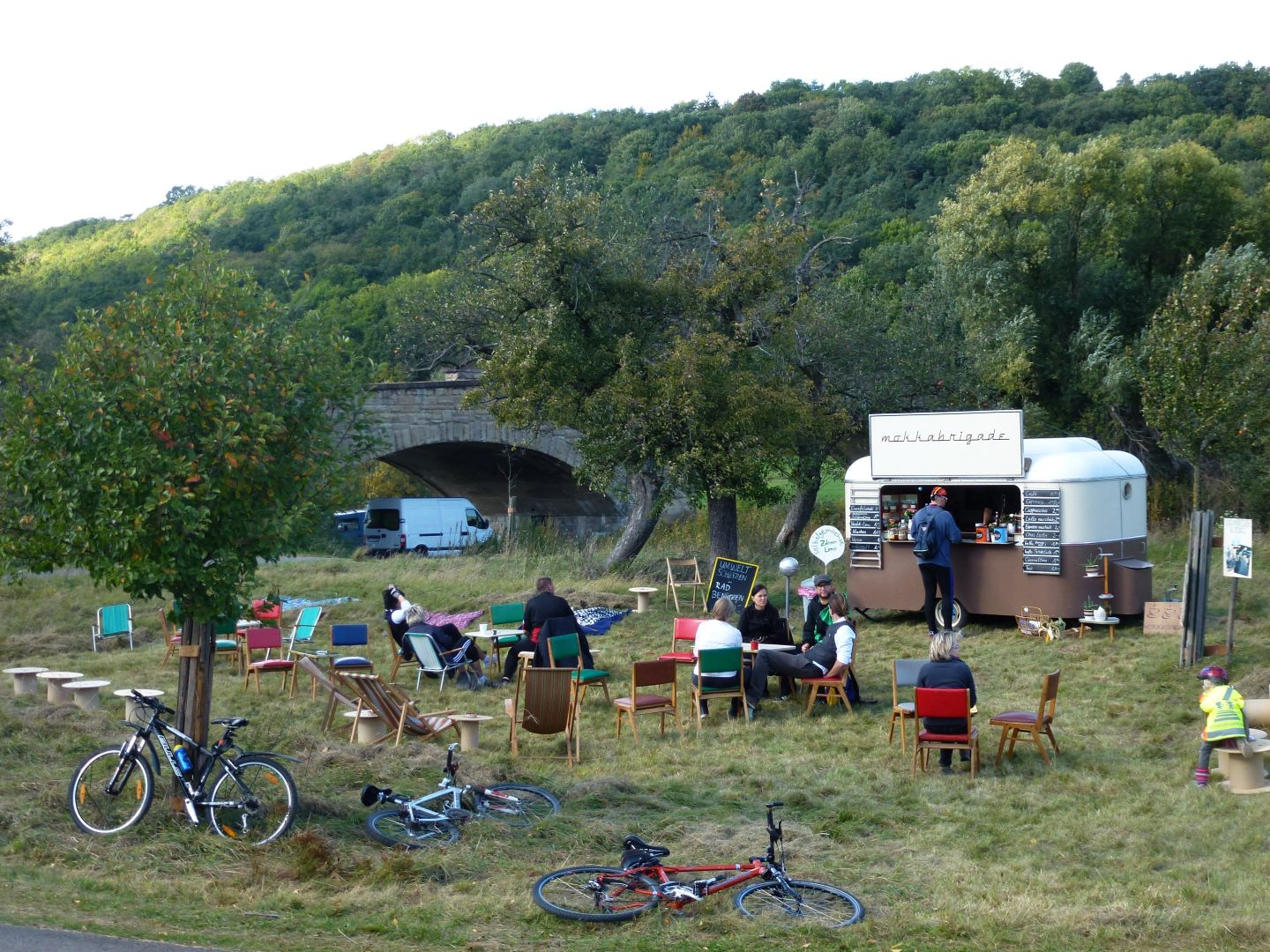
Café bei Wetterzeube

- Etappenlänge:  32 km
- Höhe über NN

- Start:  200 m
- Ziel:   150 m

### Zeitz–Pegau

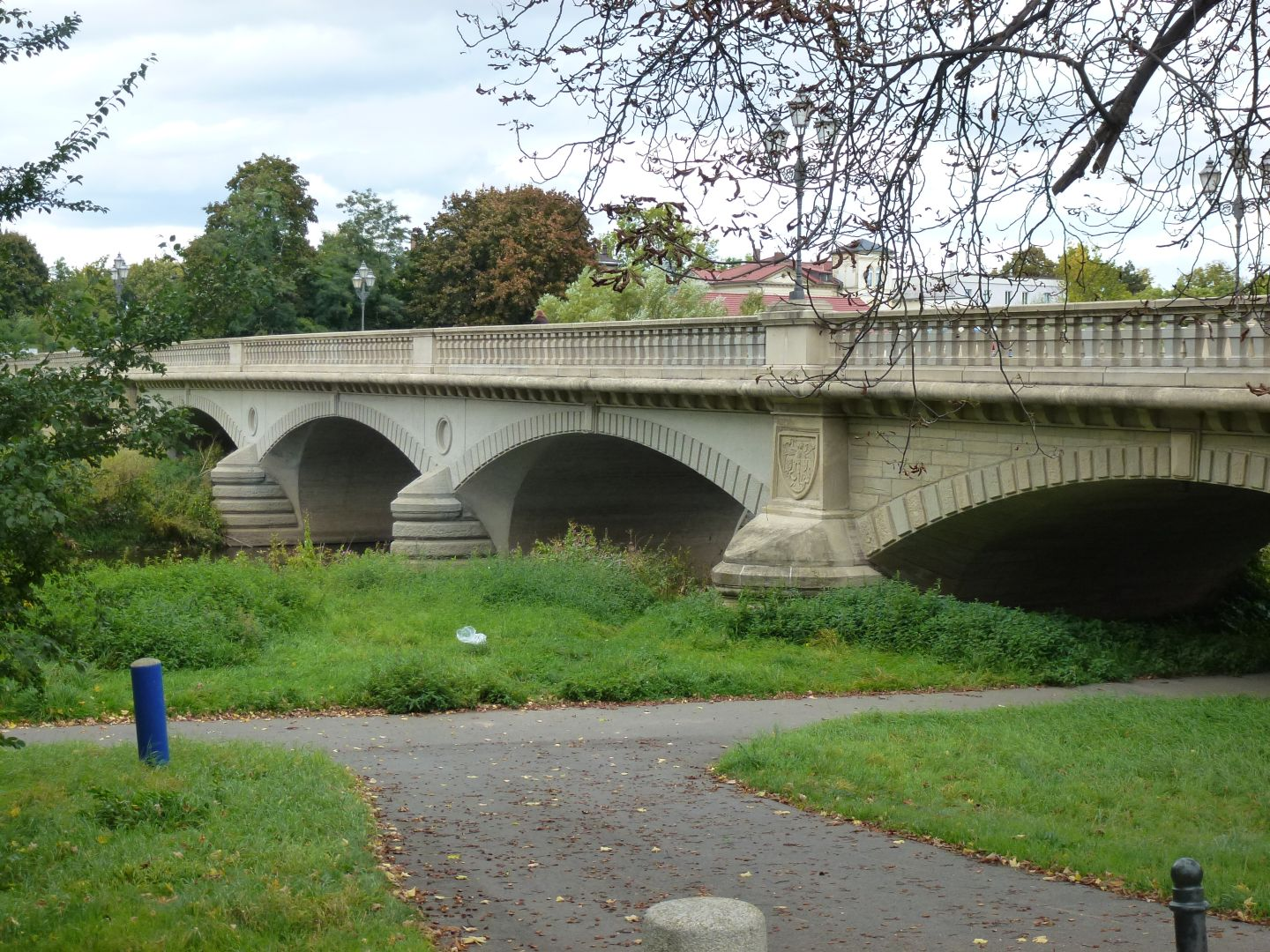
Auenbrücke in Zeitz
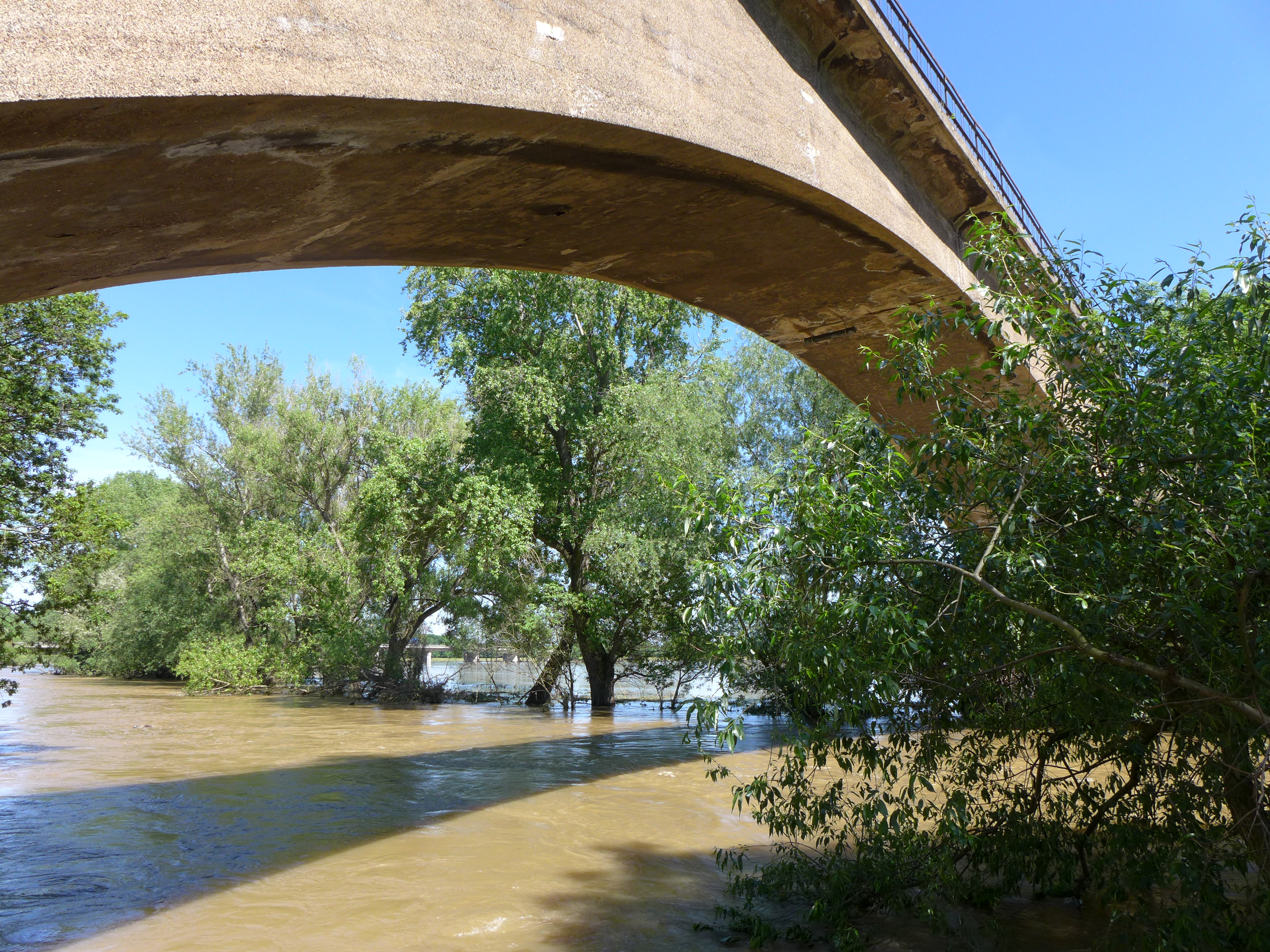
Hochwasser in Zangenberg
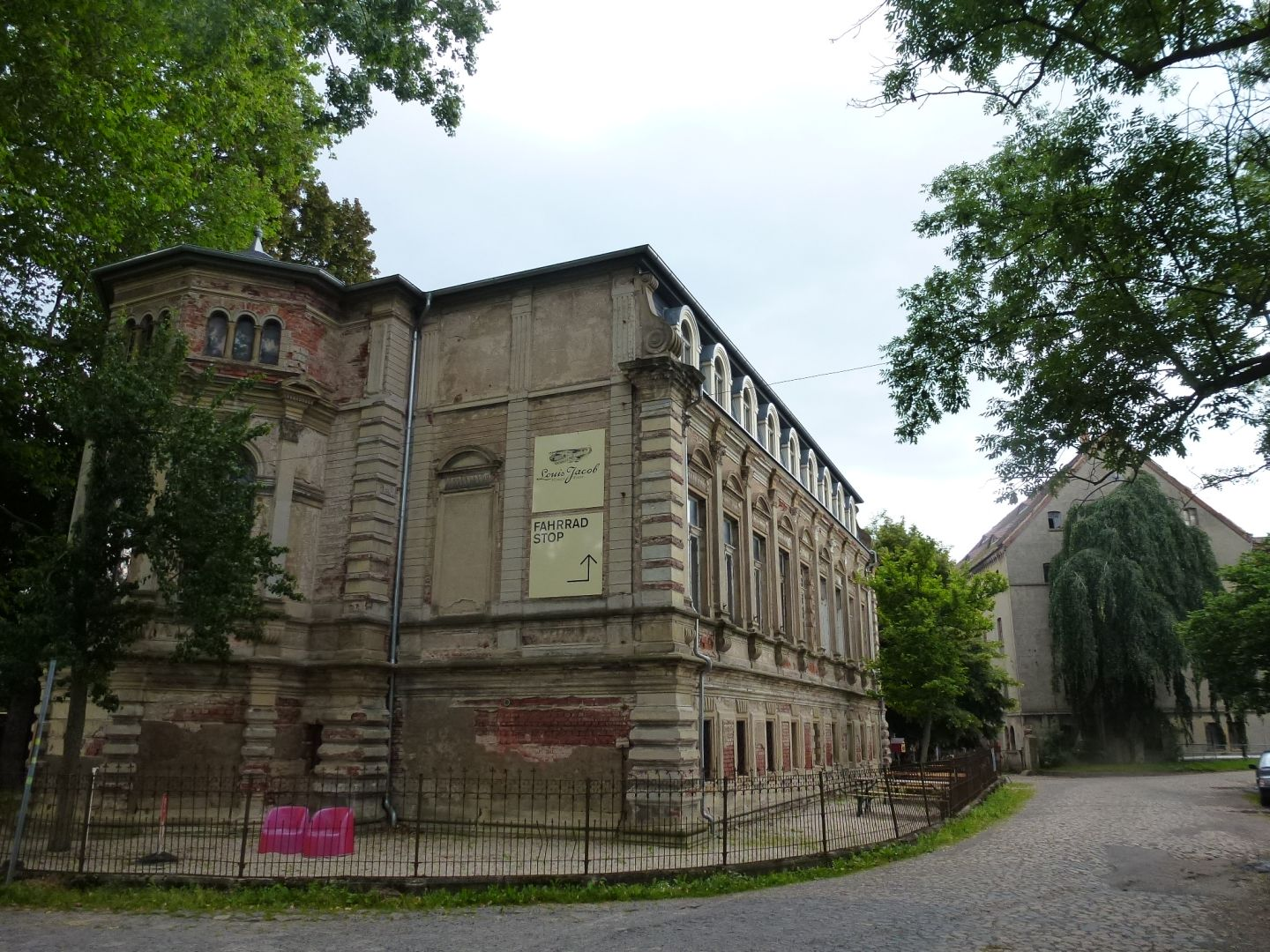
Fahrradstop Göbitz
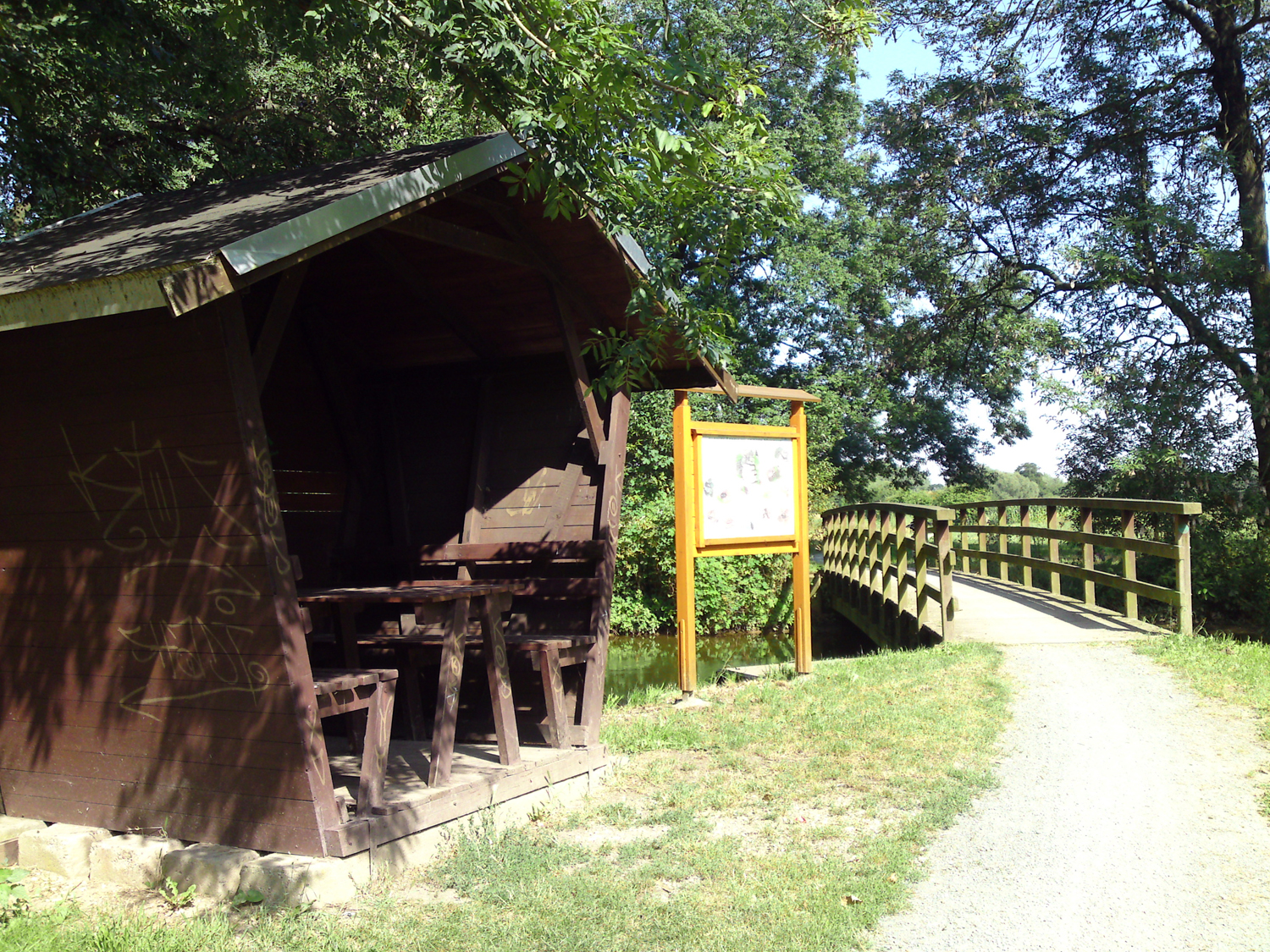
Unterstand in der Elsteraue kurz vor Lützkewitz, von Zeitz kommend
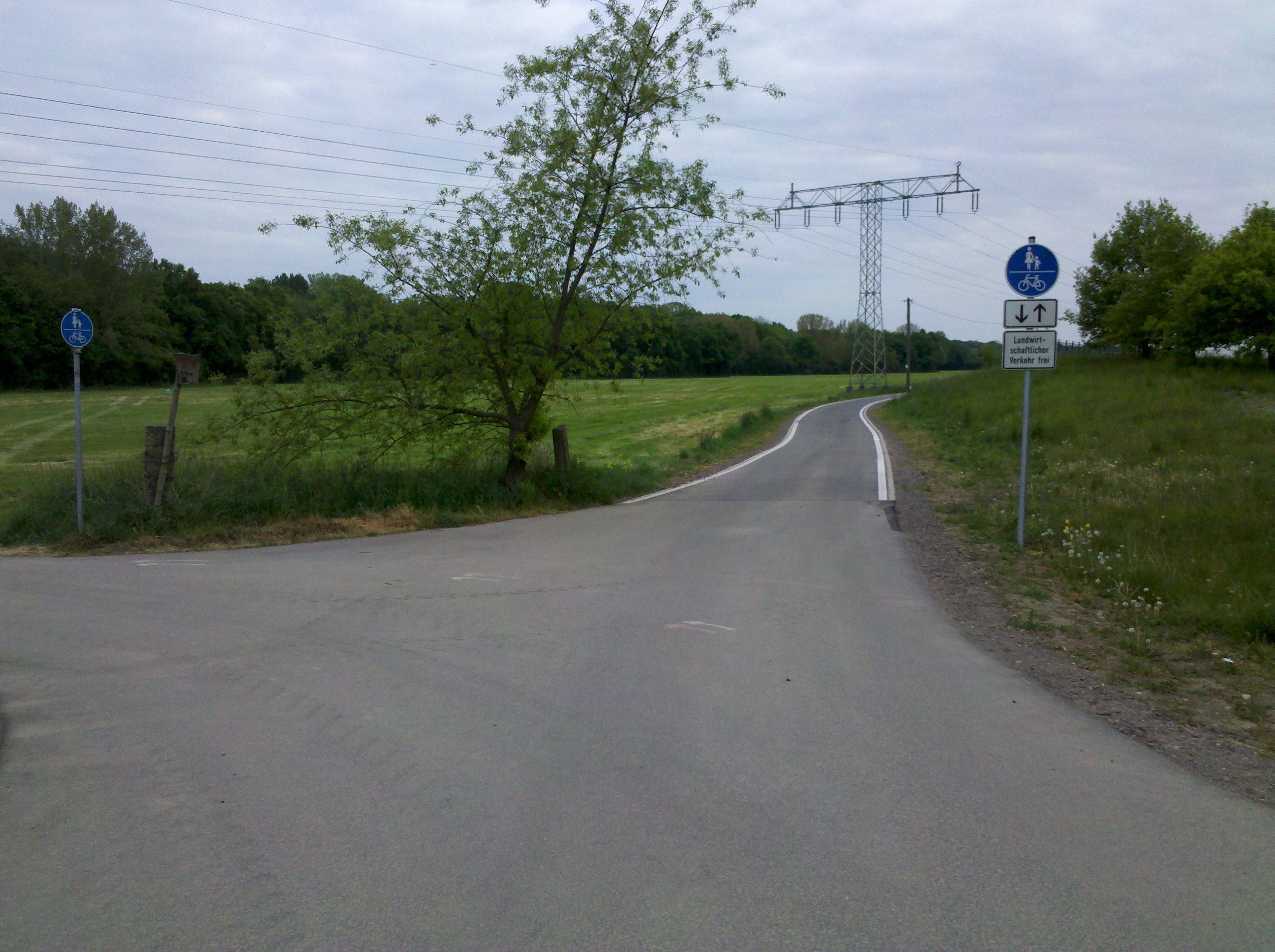
Routenführung ab 2016 südlich Pegau bis Altengroitzsch in der Schwennigke-Aue

- Etappenlänge:  23 km
- Höhe über NN

- Start:  150 m
- Ziel:   140 m

### Pegau–Leipzig

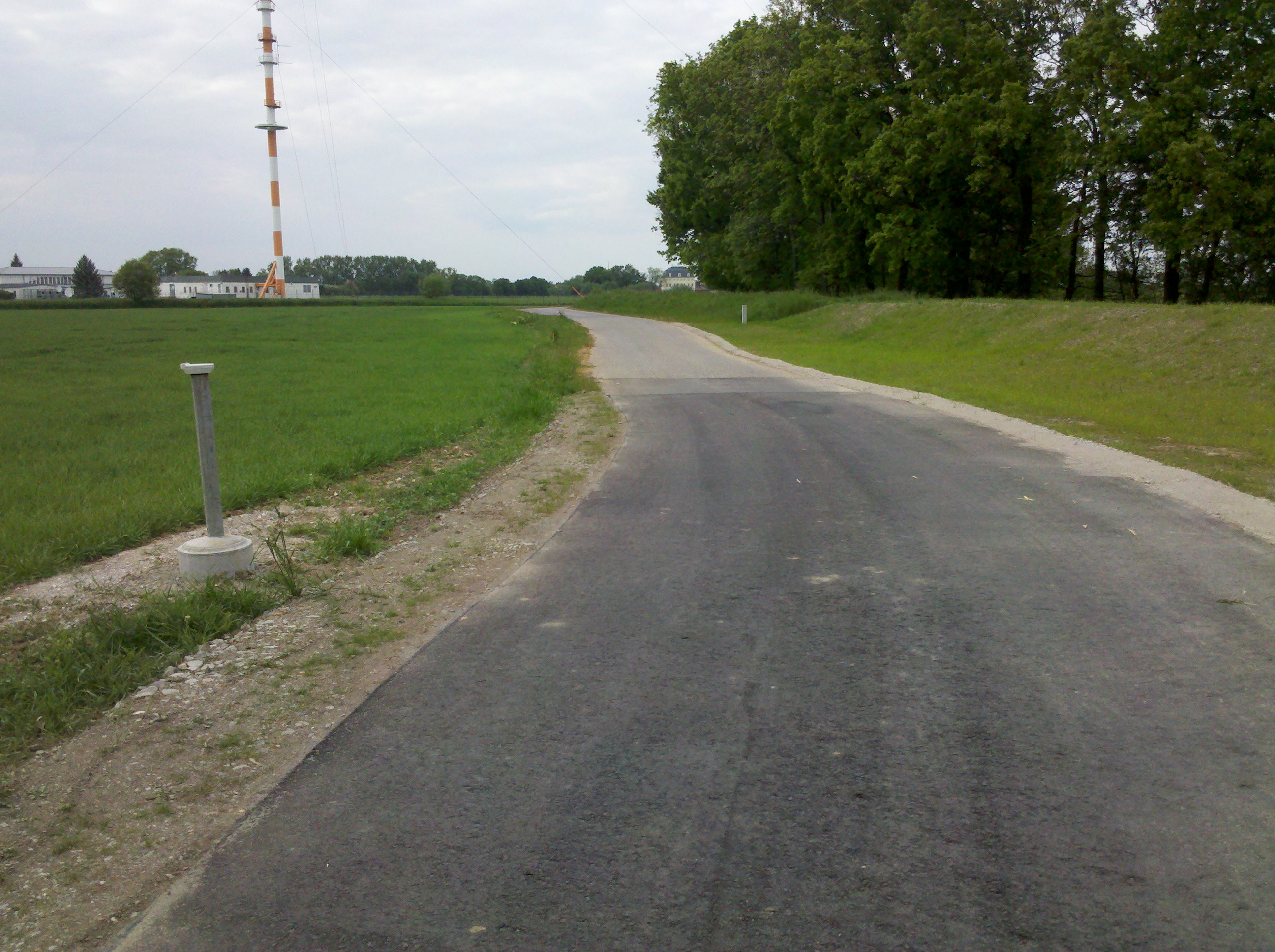
Bei Wiederau passierte Sendeantenne
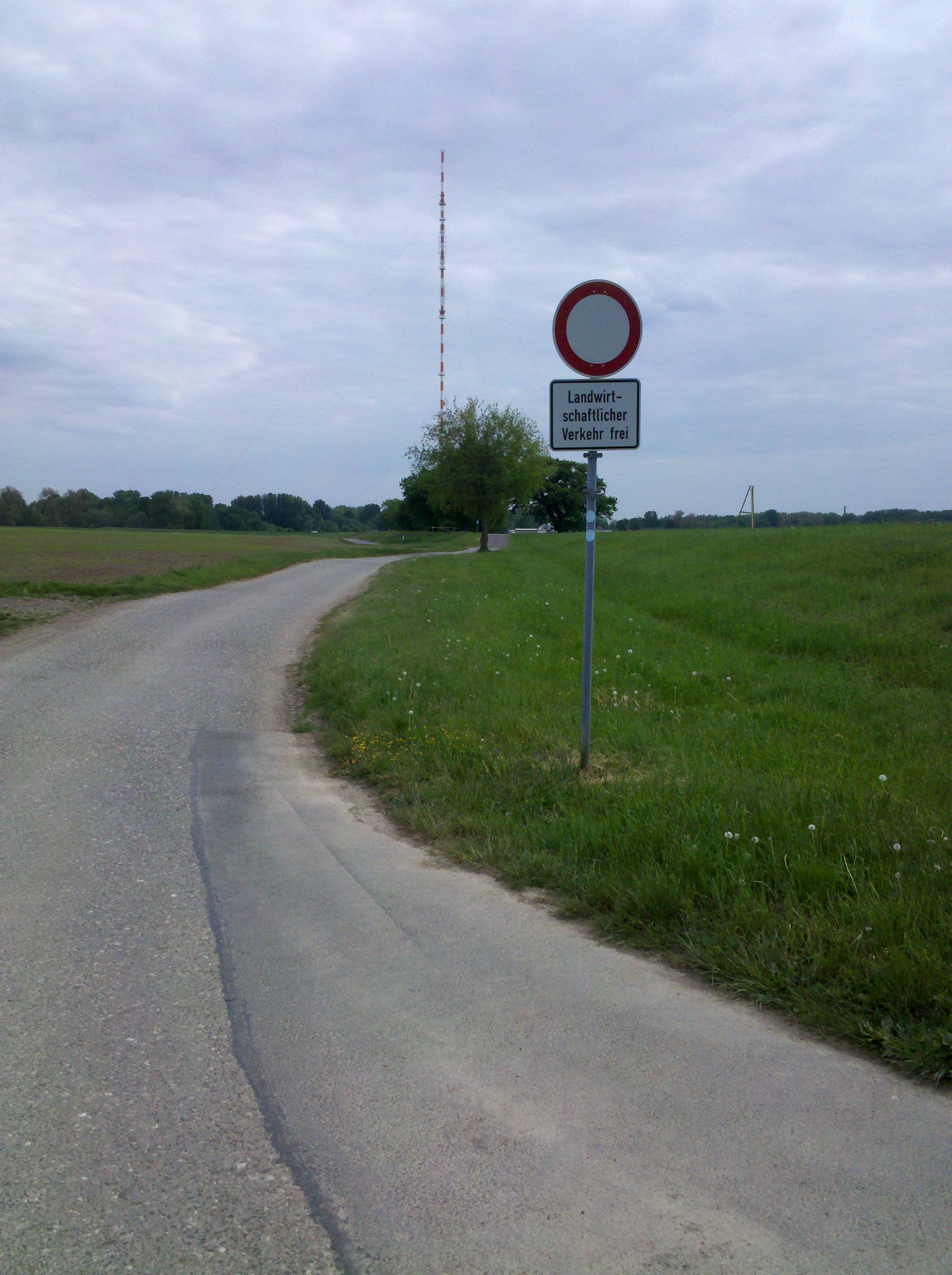
Routenführung auf Landwirtschaftsweg
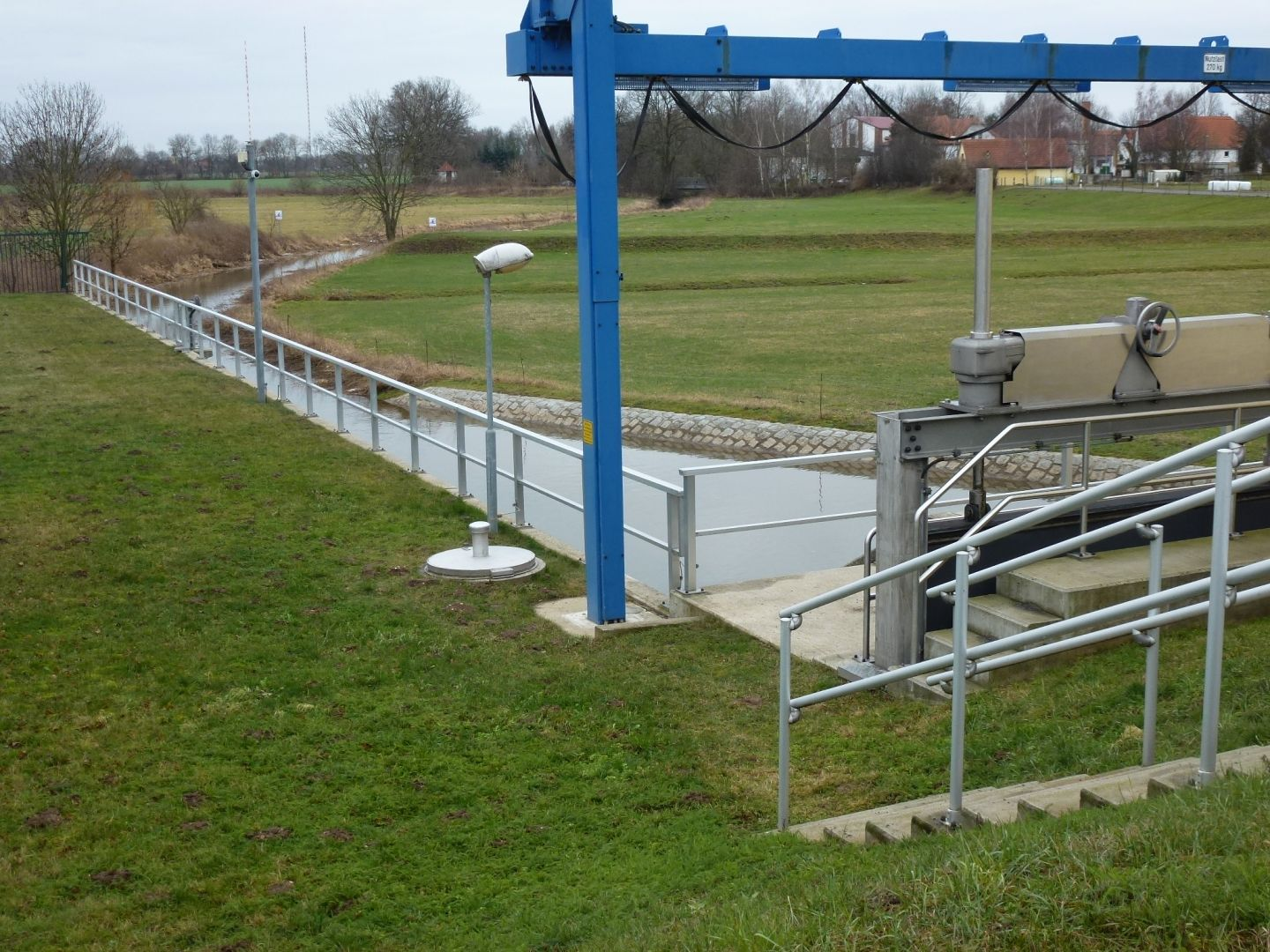
Schöpfwerk bei Kleindalzig
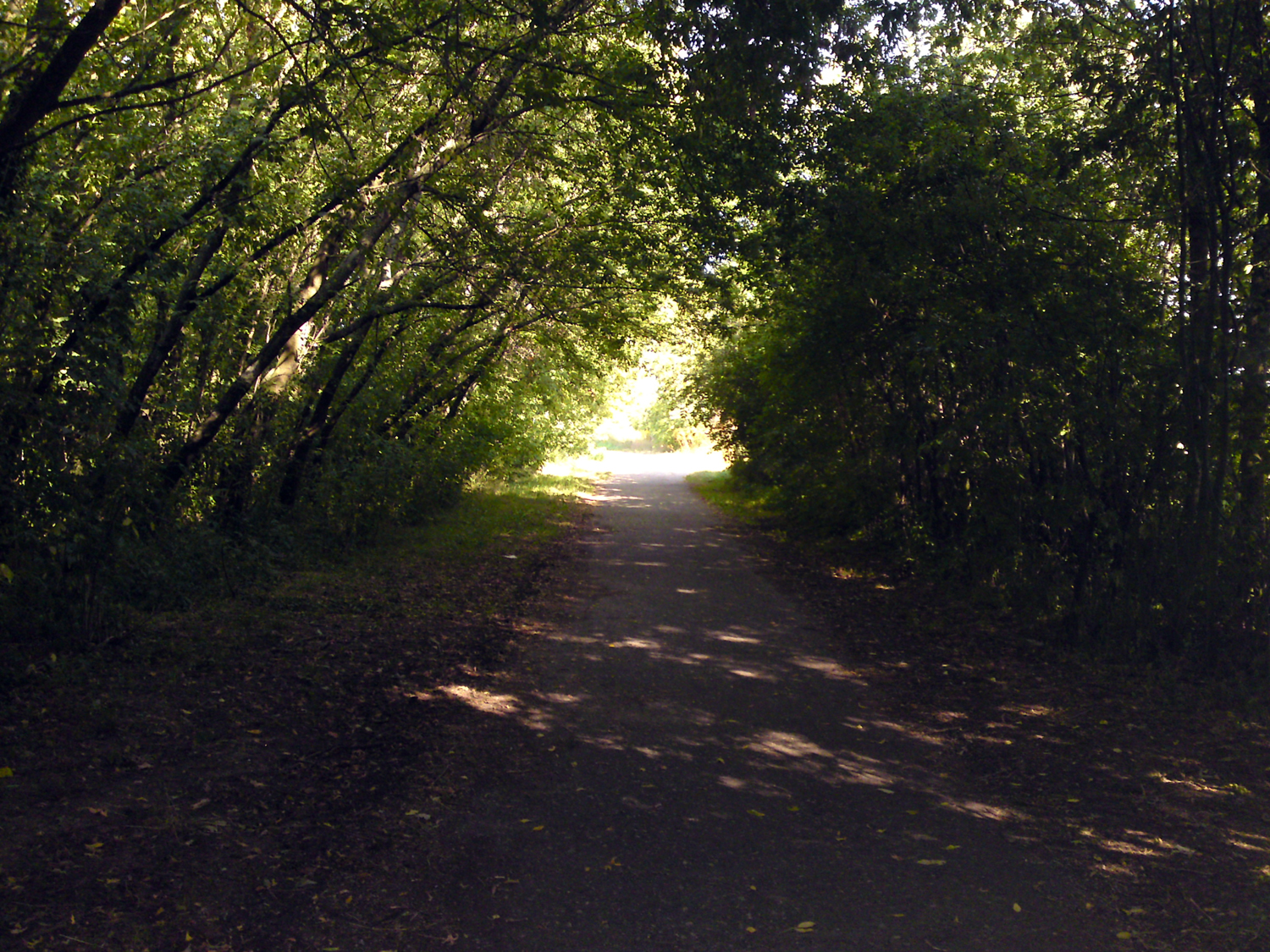
Zwischen Kleindalzig und Zitzschen
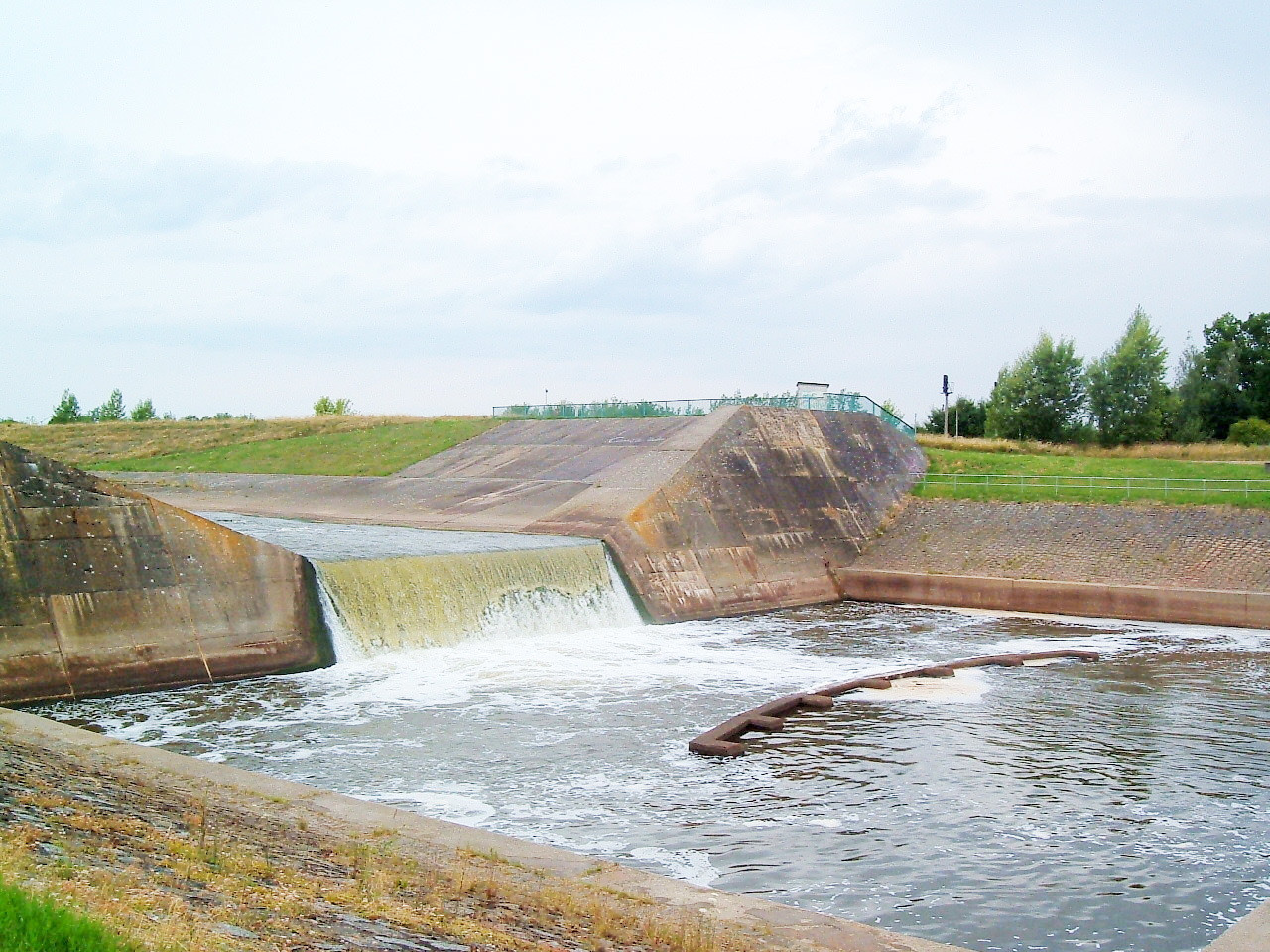
Das Ende der „Betonelster“ bei Leipzig-Hartmannsdorf
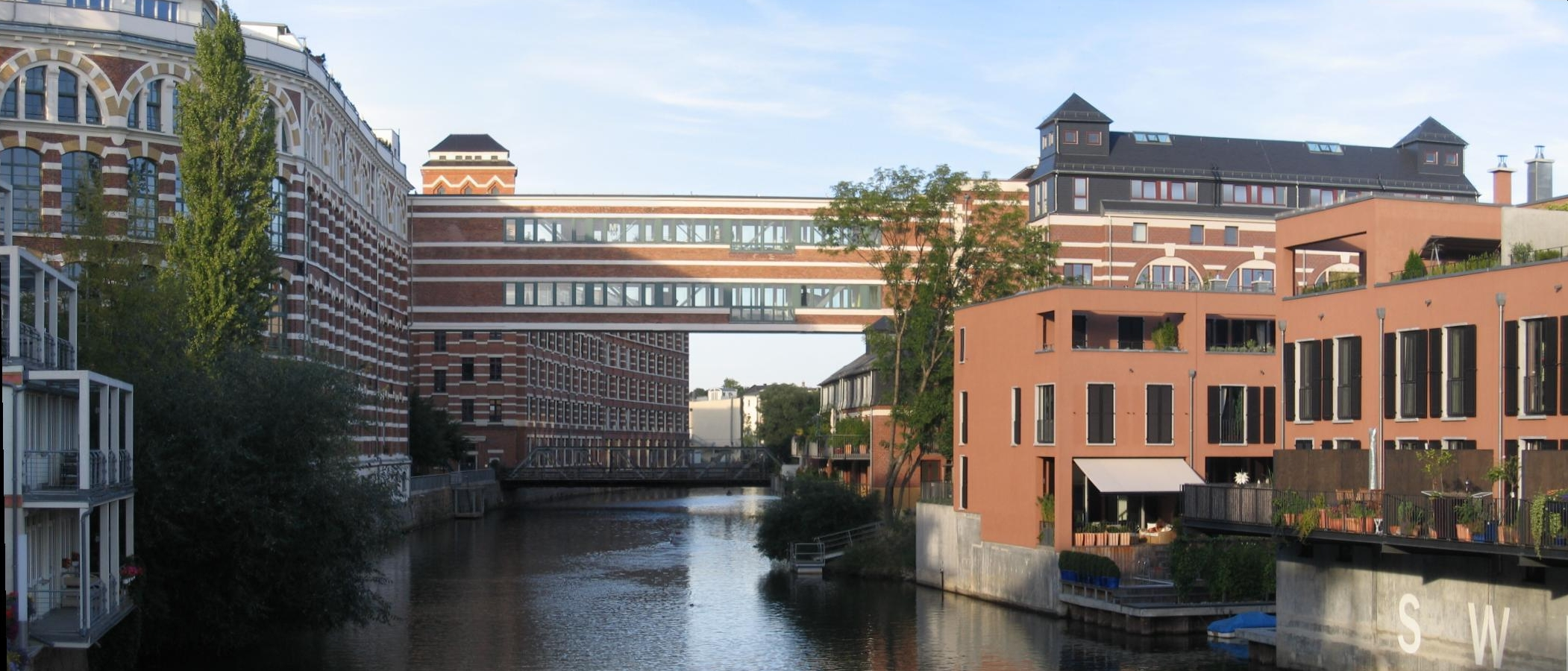
Buntgarnwerke und Stadthäuser im Westen Leipzigs

- Etappenlänge:  27 km
- Höhe über NN

- Start:  140 m
- Ziel:   120 m

### Leipzig– Mündung (Halle (Saale))
Zwischen der A 9 und Lochau ist der asphaltierte Weg auch für Inlineskater geeignet.

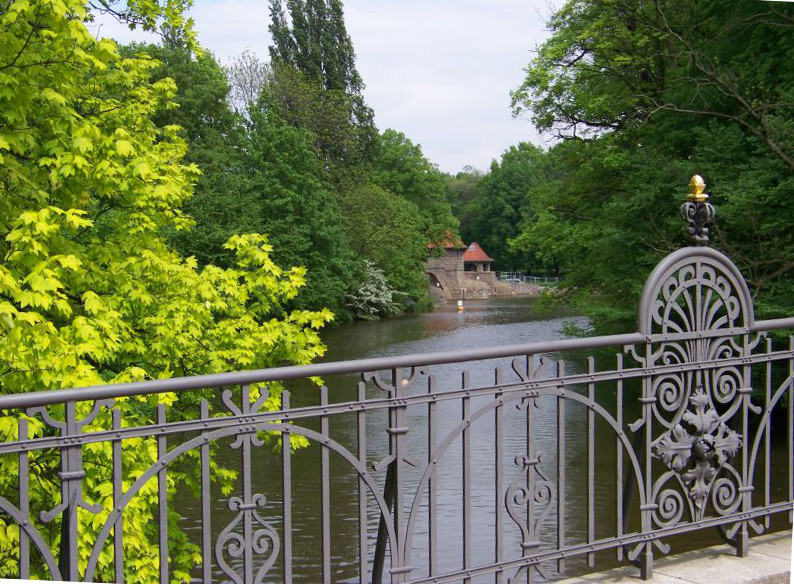
Im Palmengarten in Leipzig
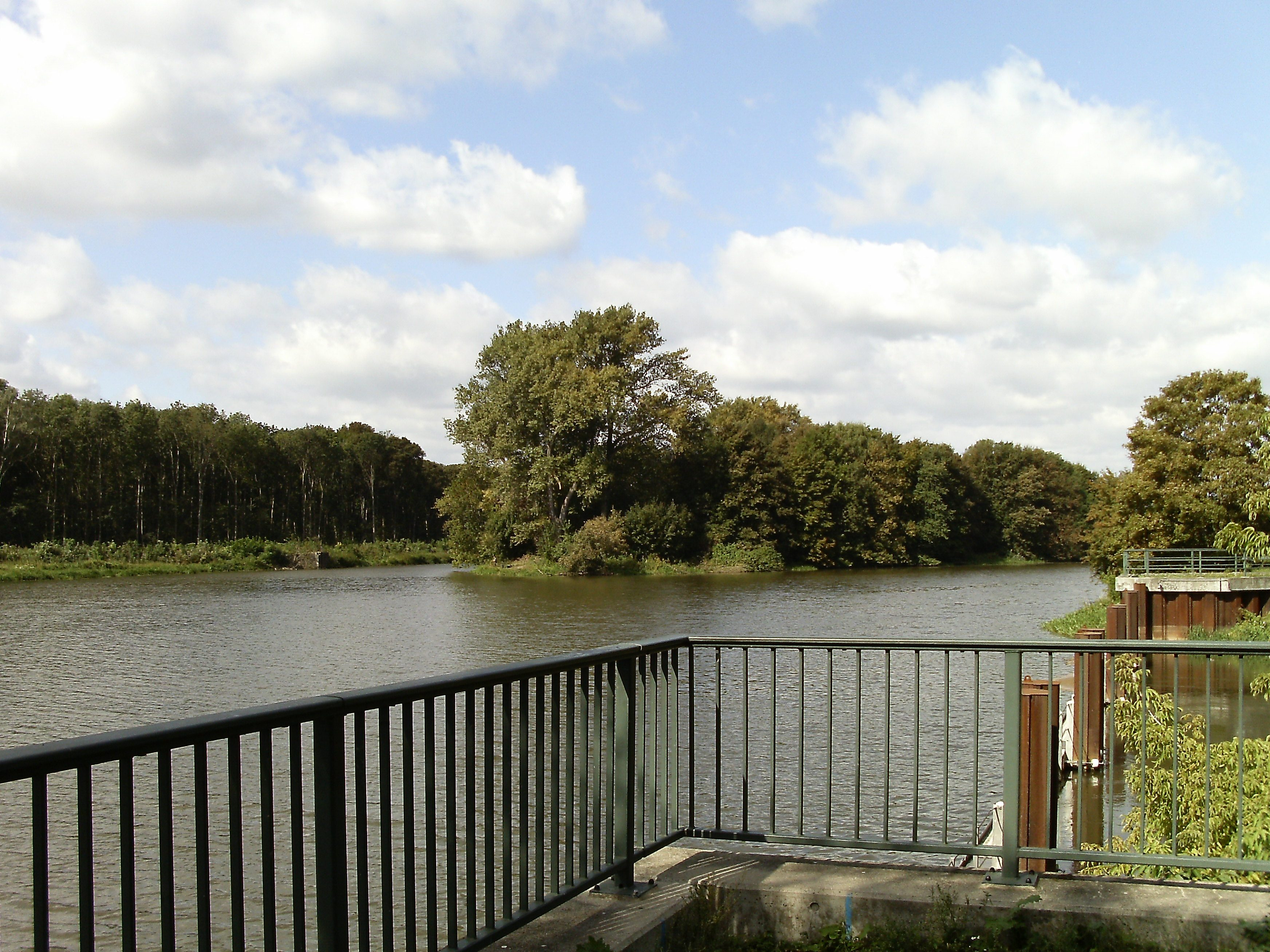
Elster in Leipzig an der Gabelung Nahle/Neue Luppe
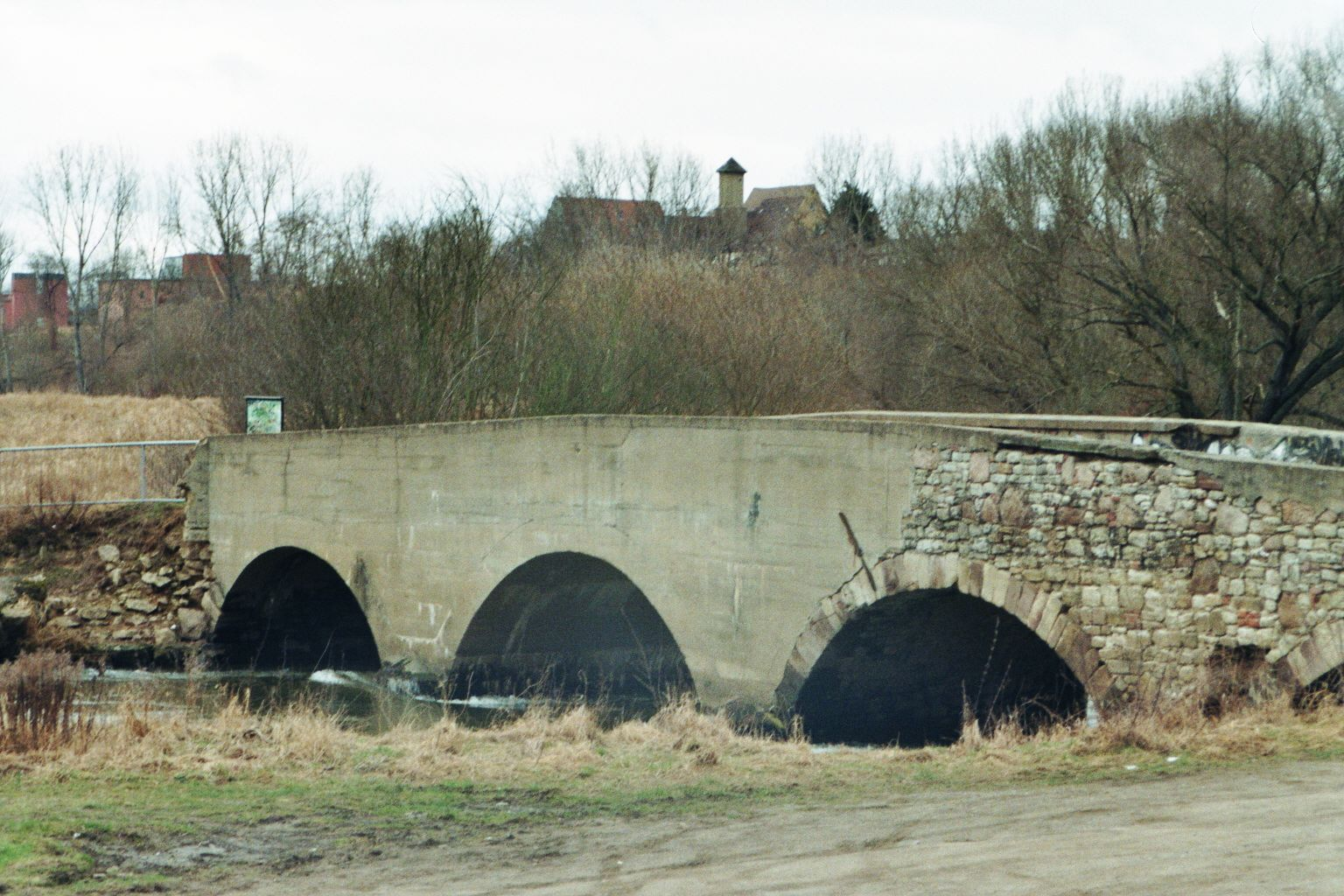
Letzte Brücke bei Halle-Ammendorf vor der Mündung in die Saale
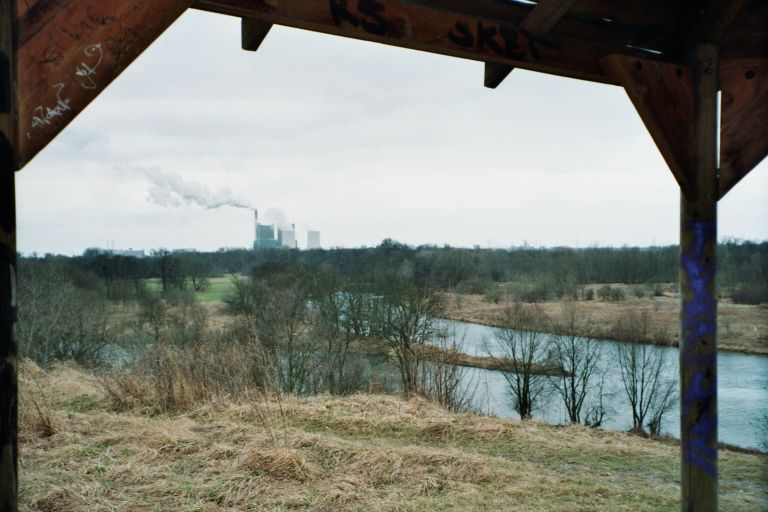
Mündung in die Saale, im Hintergrund das Braunkohlekraftwerk der E.ON AG in Schkopau

- Etappenlänge:  32 km
- Höhe über NN

- Start:  120 m
- Ziel:   90 m